# 維也納
48°12′N 16°23′E / 48.200°N 16.383°E
維也納邦（德語：Wien，[viːn] ⓘ，[veɐ̯n]，i/viˈɛnə/，vee-EN-ə）德語音譯維恩，是奥地利的首都，也是該國最大城市，同時是奧地利九個之一。維也納是奧地利的首要型都市，有著188.9萬人口，作為奧地利政治、經濟、文化之中心，維也納的人口數在歐盟城市中名列第六。
該城是德語圈中的第二大城市，僅次於柏林。從17世紀至20世紀初，以及冷戰期間，維也納能成為世界上最大的德語都市，長期是神聖羅馬帝國和奧地利帝國的首都，在第一次世界大戰中的奧匈帝國解體前，維也納還有兩百萬居民。由於坐落在奧地利的東部，故而緊鄰捷克、斯洛伐克和匈牙利边界，這些地區形成歐洲中部地區中較為發達的區域，如果加上擁有同樣交通系統的斯洛伐克首都布拉提斯拉瓦，那維也納就是一個擁有三百萬居民的大型都會區，囊括240萬人，將近奧地利全國人口的三分之一。
維也納除了因為豐富的音樂歷史遺產而被稱作「音樂之都」，也因為它是世界第一個心理治療師西格蒙德·佛洛伊德的家鄉而被稱作「夢之都」。該城市最早是凱爾特人和羅馬人的定居點，隨後逐漸轉變為中世紀及巴洛克時期的都市。眾所周知，從古典主義時代至20世紀初期，維也納是具有領導地位的歐洲音樂中心。維也納歷史中心有著豐富的建築群，包含巴洛克式的城堡和花園、19世紀末期环城大道上雄偉的建築物、雕像以及公園。維也納擁有許多重要的國際組織，包含聯合國以及OPEC。
2001年維也納市中心古城區被指定為聯合國世界遺產，2017年7月它被移至瀕危世界遺產的名錄中。維也納也以高品質的生活著稱，在2005年的研究中，經濟學人智庫在127個全球都市中，將維也納選為世界最佳宜居城市第一名，與溫哥華及舊金山同列。2009年至2016年的連續八年，人力資源顧問公司美世將維也納列為年度生活質素調查的第一名。以此為基礎，Monocle的2015年生活品質調查，在世界最佳25個城市中將維也納列為第二。2011到2015年之間，名列第二，僅次於墨爾本。2018年，維也納取代墨爾本，再次成為第一。2007及2008年，該城市在創新文化名列世界第一，並且在2014年的創新城市指數中從256個城市中拿到第六名，該指數分析162項指標，內容涵蓋三大領域：文化、基礎設施和市場。維也納定期舉辦城市規劃會議，而該城市本身也經常被城市規劃者用作案例研究。2005年至2010年間，維也納是世界上國際會議和大會的首選城市。維也納每年吸引超過 680萬遊客。2012及2013年，聯合國人居署將維也納列為世界最繁榮的都市。

## 語源
維也納的德語為Wien，英語Vienna可能來自同形的義大利語，或是法國的另一個地名維也納。該城市名字的語源仍有學術爭議。有些人認為城市的名字來自Vedunia，意味著森林溪流。

## 历史
维也纳在舊石器时代已有人居住。凯尔特人在约公元前500年建立维也纳，称其为“Vedunia”。公元15年成为罗马帝国的一个前线城市，用来防卫北边的日耳曼部落，罗马人称其为“Vindobona”。有记载的维也纳城市历史可以追溯到13世纪，在巴本堡王朝的统治下，维也纳第一次崛起，直到奥地利大公國的哈布斯堡王朝统治时作为首都和统治中心而闻名世界，此后维也纳是神圣罗马帝国（1278年起）、奧地利帝國（1806年起）和奥匈帝国（1867年起）的首都。16世纪和17世纪奥斯曼土耳其帝国入侵欧洲時就在维也纳被奧地利、波蘭等歐洲聯軍打败，這就是著名的維也納之戰。1815年法國皇帝拿破崙战败后，维也纳会议在维也纳举行。
随著19世纪奥匈帝国的强盛，维也纳也成为当时欧洲一个重要的都会，1873年维也纳举办了为期106天的世界博览会，隨著第一次世界大战的結束和奥匈帝國的解体，奥地利獲得獨立，維也納仍為其首都。在第二次世界大战前夕，奥地利和納粹德國合并成為德國一部份，1945年維也納戰役後被苏聯攻占，二战后，奥地利的维也纳，跟德国的柏林一样，遭到英、美、法、苏四国划分四个控制区管理，直至1955年奥地利再度获得独立为止。冷战时期，维也纳是国际间谍活动的温床，因为其位于东西方集团之间的中立国奥地利。

### 史前时代、罗马时代、中世纪
考古发现维也纳在旧石器时代就有人类活动，新石器时代起已有人居住在维也纳盆地，维也纳良好的天气条件和富饶的土地资源为新石器时代的农民提供了很好的居住环境，铸造石器所需的赤褐色和绿色的石块也可以在维也纳开采到。铜器时代、青铜时代和铁器时代同样也在维也纳留下了人类居住的痕迹。
约公元前500年，凯尔特人在现在维也纳的位置建立名为“Vedunia”的居住区，公元1世纪罗马帝国在多瑙河附近（现在维也纳的市中心）驻扎军队并建立城市，以守护潘诺尼亚行省的边界。罗马人一直待到了5世纪，5世纪初维也纳曾发生了一场毁灭性的火灾，接下来的记载出现在881年同马扎尔人的战斗。955年，东法兰克王国国王奥托一世在第二次萊希菲尔德战役击败了马扎尔人，标志着维也纳和奥地利的崛起。

### 巴本堡王朝时代
976年，巴本堡家族的利奥波德一世被神圣罗马帝国皇帝奥托二世封为巴伐利亚东部边区的藩侯，这块与匈牙利边境上的封地后来演变为奥地利。996年史书上第一次出现“奥地利”这个名称，Ostarrichi意为“东部王国”。11世纪维也纳已经是一座重要的贸易城市，1155年亨利二世将维也纳作为首都，一年后的1156年9月17日神圣罗马帝国皇帝腓特烈一世授予亨利二世以小特权，将奥地利从一个附属于巴伐利亚的藩侯领地提升到独立的公国，而维也纳成为公国的首都。维也纳在1221年继恩斯之后成为奥地利第二座享有发展经济权利的城市，途径维也纳的商人必须将他们的货品在城市内提供销售，这使得维也纳很快成为多瑙河流域的通往威尼斯道路上一座至关重要的贸易城市，蒙古西征時最遠就曾攻打至此。

### 哈布斯堡王朝时代

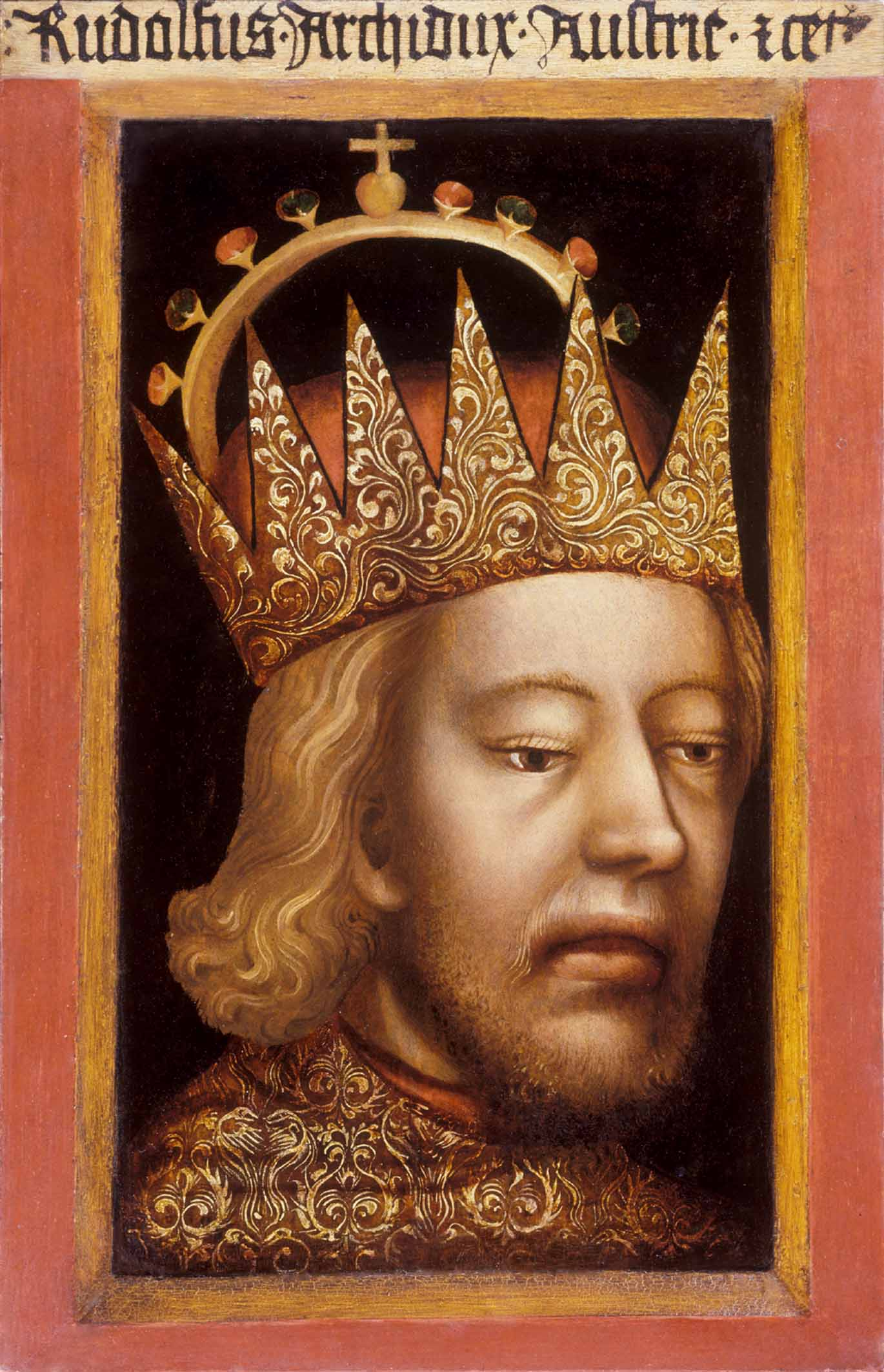
奥地利公爵鲁道夫四世

哈布斯堡王朝在维也纳有几百年的统治历史，维也纳在这一时期发展成为欧洲的文化和政治中心。
1278年哈布斯堡家族的罗马人民的国王鲁道夫一世（1273年至1291年在位）在多次征讨后战胜了波希米亚国王奥托卡二世，开始了哈布斯堡王朝统治奥地利的历史。但在维也纳，哈布斯堡王朝花费了相当长的时间建立统治地位，奥托卡二世在1278年的战斗中阵亡后，他在维也纳的支持者势力依旧强大，发动了多场反对阿尔布雷希特一世（1298年至1308年在位）的暴乱，而接替阿尔布雷希特一世的卢森堡王朝亨利七世（1308年至1313年在位，1312年至1313年神圣罗马帝国皇帝）将首都定在布拉格，维也纳的城市发展进入了阴影。
此后鲁道夫四世（1358年至1365年奥地利公爵）颁布实施一系列经济政策，使得维也纳恢复了生机，他在1365年建立了维也纳大学，并下令建造圣斯蒂芬大教堂，他为维也纳赢得了很大的成就，也因此被誉为“维也纳的建造者”，但是此后他参与了对哈布斯堡继承权的争夺，这使得维也纳不断发生骚乱，经济呈现衰退。
1438年奥地利公爵阿尔布雷希特二世（1404年至1439年奥地利公爵，1438年至1439年罗马人民的国王）被选为国王後，维也纳再次成为首都，但是他在任期间发生了1421年至1422年对维也纳犹太人的第一次大规模驱逐和迫害。
软弱的腓特烈三世（1440年至1493年罗马人民的国王，1452年至1493年神圣罗马帝国皇帝，1457年至1493年奥地利大公）在与匈牙利国王匈雅提·马加什的战争中，失去了包括维也纳的几乎全部奥地利领地。1526年匈牙利和波希米亚并入哈布斯堡后，维也纳最终成为神圣罗马帝国的首都。

### 两次维也纳之围和巴洛克的辉煌时代

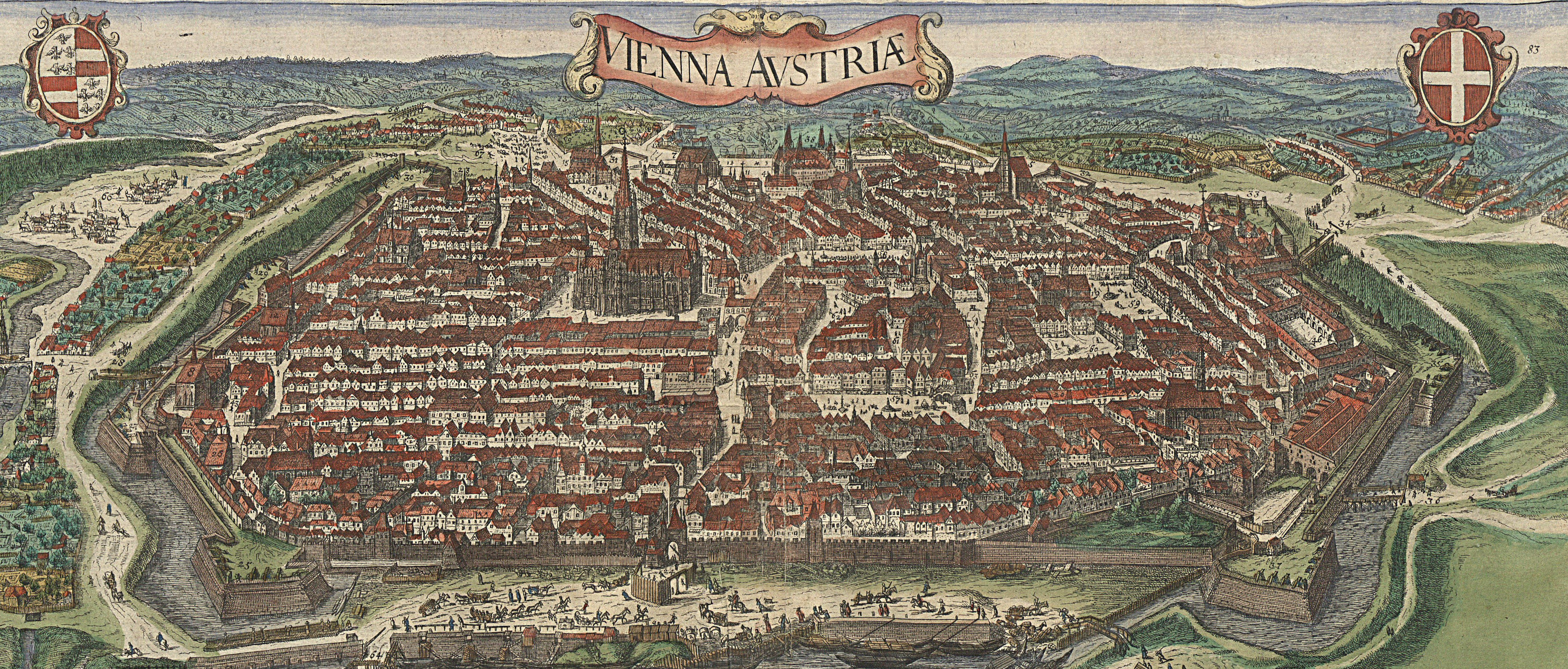
1640年加固城墙后的维也纳

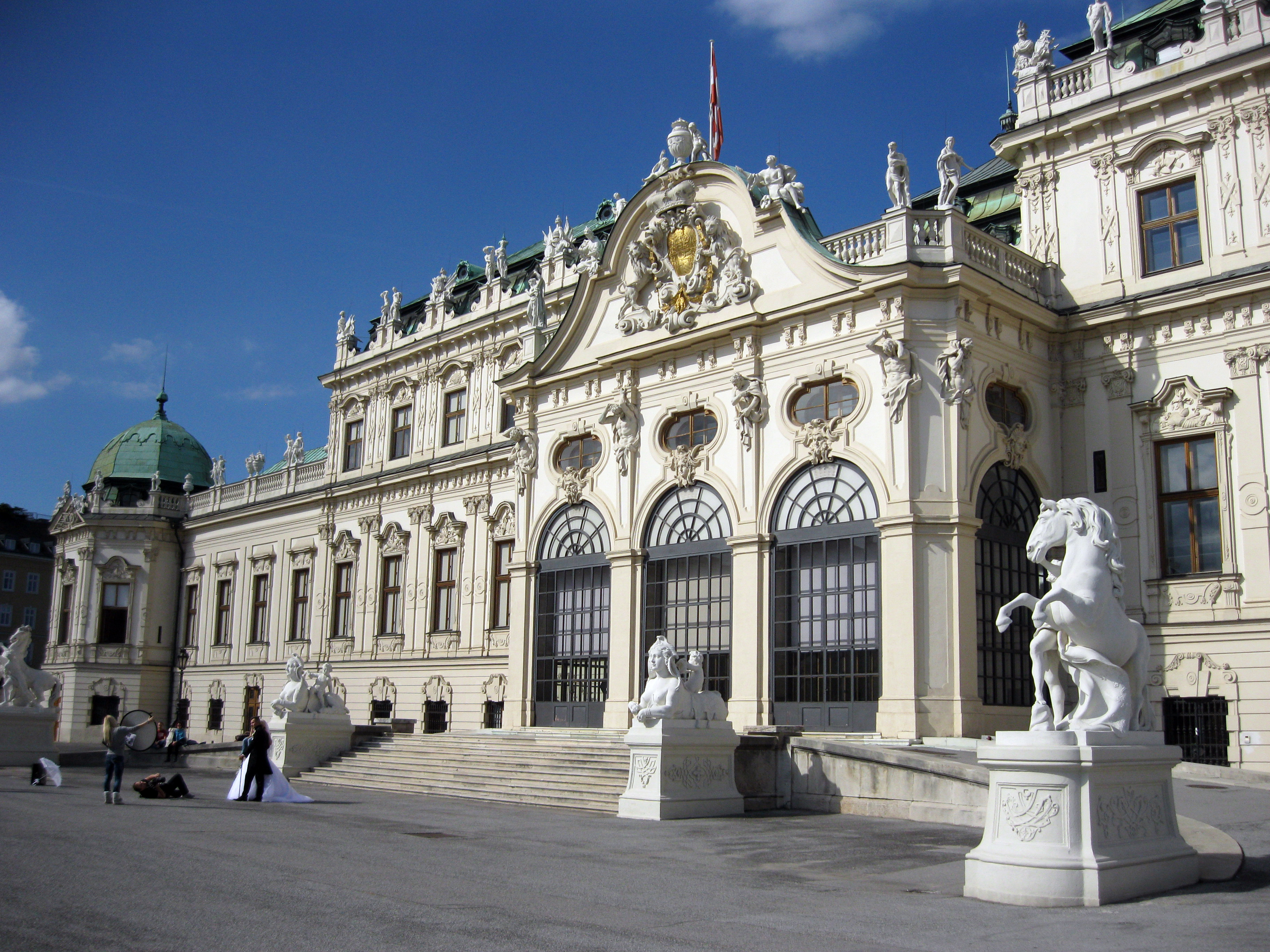
美景宮曾是哈布斯堡王朝將軍歐根親王的宮殿

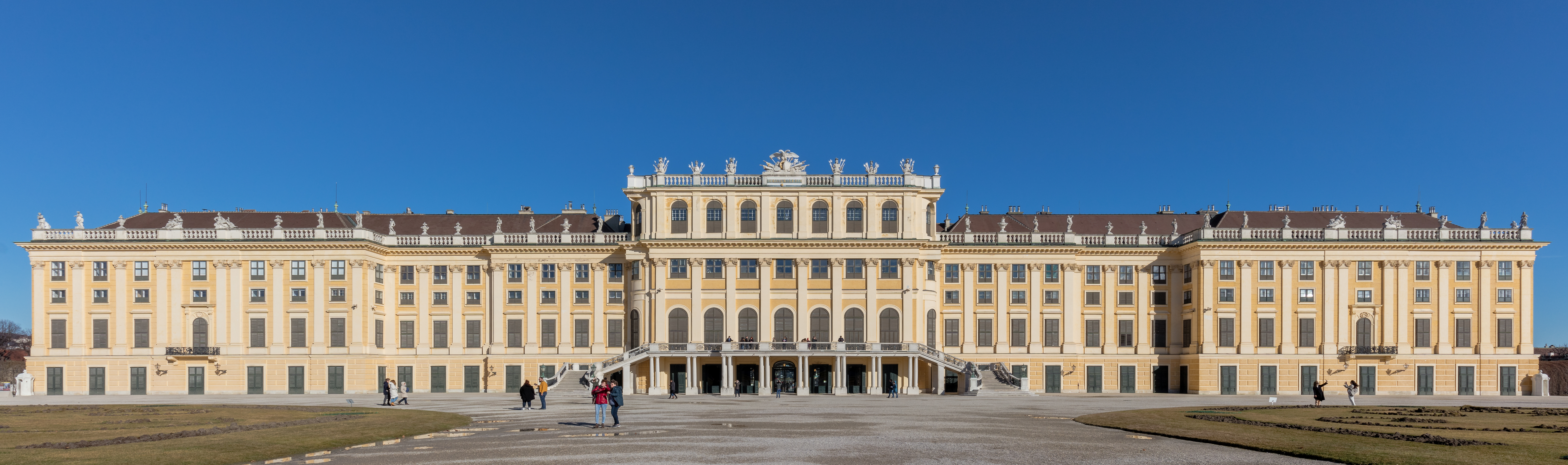
美泉宫，曾是神聖羅馬帝國、奧地利帝國、奧匈帝國的御用皇宮

1529年奥斯曼帝国第一次围攻维也纳，奥地利人依靠中世纪时期留下的城墙，艰难地抵御了土耳其人的进攻，在流行病突发和冬季提前到来的情况下，土耳其人被迫撤军。土耳其人的围城暴露出了维也纳城防御的薄弱，因此从1548年起维也纳决定改造成一座由11栋堡垒和1条壕沟构成的要塞。这个决定后来被证明是明智的，1683年土耳其人第二次围攻维也纳，改造后的要塞保卫了维也纳长达两个月，直到波兰国王扬·索别斯基出兵相援，解除了第二次维也纳之围，从此欧洲对奥斯曼帝国转守为攻。

经历了土耳其人的两次围攻之后，维也纳开始了辉煌的建设时代，在重建的过程中继续展现巴洛克艺术风格，贵族们纷纷在城墙内建造花园和宫殿，其中最为著名的是欧根親王的美景宫。
在经历了1679年和1713年的两次大虫害传染病导致的人口大衰减以后，维也纳的人口持续增加，1724年达到15万，1790年突破20万，在这个时代，维也纳建立了第一批工厂，铺设了城市下水道和街道清洁系统，改善了城市的卫生条件。维也纳也是最早一批引入住宅标号制度和国家邮政系统的城市。在约瑟夫二世（1780年至1790年奥地利大公，1765年至1790年神圣罗马帝国皇帝）在1783年对城市管理进行了改革，他引入了城市公务员制度，还将内城的墓地迁出城市。
随着城市的迅速发展，维也纳很快便成为了欧洲最重要的文化中心之一，海顿、萨列里、莫扎特、贝多芬和舒伯特将维也纳古典主义引领到了顶峰。

### 奥地利帝国和奥匈帝国统治下的维也纳
在法国大革命战争中，维也纳先后两次被拿破仑的法國军队占领。
第一次发生在1805年11月13日，法国军队未受到抵抗，不费吹灰之力地进入了维也纳，维也纳的市民们甚至好奇地欢迎了他们。弗朗茨二世在此前的1804年戴上奥地利皇冠，以回应拿破仑在法國的称帝，成为奥地利帝國的第一位奥皇，开始了奥地利帝国的历史。而拿破仑在1806年解散了神圣罗马帝国，弗朗茨二世不得不摘下神圣罗马帝国的皇冠，成为神圣罗马帝国的末代皇帝（1792年至1806年在位）。
1809年拿破仑第二次占领维也纳，但是这次他遭到了顽强的抵抗，攻占维也纳后不久便在阿斯佩恩战役中尝到首次大败的滋味。拿破仑最终战败后，1814年9月18日至1815年6月9日维也纳会议召开，这是一次由奥地利首相克莱门斯·梅特涅发起的欧洲列强的外交会议，旨在为拿破仑战败后重新调整欧洲政治地图。
1848年法国二月革命也对维也纳产生了影响，3月13日首先爆发了德国三月革命，迫使总理克莱门斯·梅特涅下台，然后又在10月6日发生维也纳十月起义，最终被奥皇斐迪南一世的军队镇压。

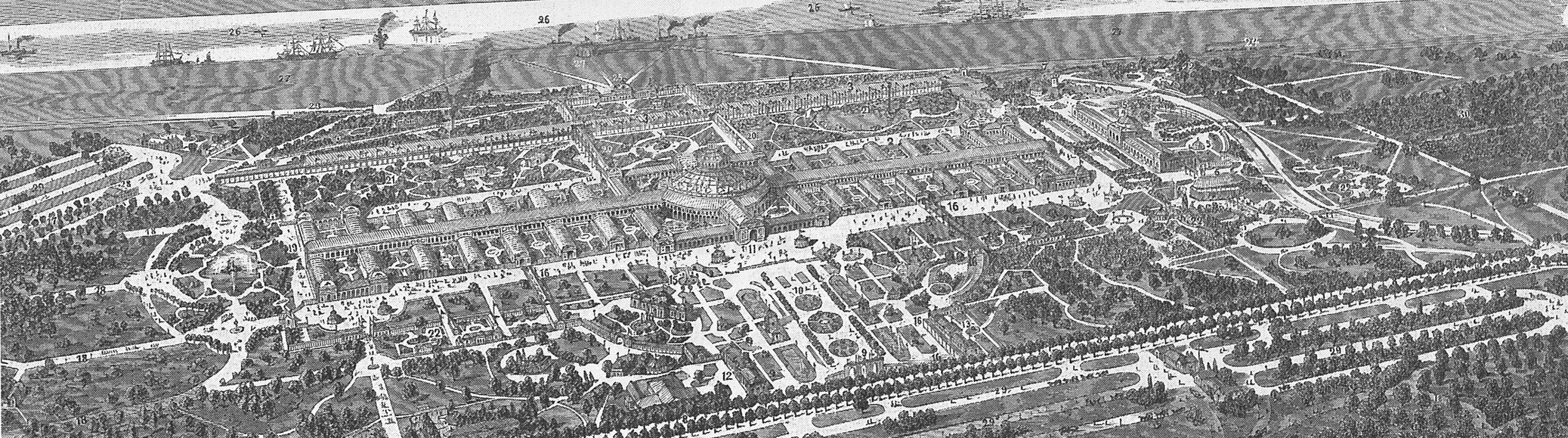
1873年维也纳世界博览会

维也纳在1850年开始扩建，再次呈现辉煌，在奥匈帝国建立的1867年，“华尔兹之父”小约翰·施特劳斯创作了奥地利最出名的圆舞曲《蓝色多瑙河》。这段辉煌在1873年维也纳的第5届世界博览会达到顶峰，博览会展现了空前的建筑设计。虽然奥匈帝国进入了它的尾声，但是这段时期维也纳也再次攀上以维也纳现代主义为代表的文化巅峰，城市建筑上发起新艺术运动，绘画突出古斯塔夫·克林姆和埃贡·席勒的表现主义，音乐方面则有马勒和莱哈尔，勋伯格、韦伯恩和阿尔班·贝尔格的“第二维也纳乐派”，西格蒙德·弗洛伊德开创了精神分析学。

### 第一次世界大战和奥地利第一共和国
第一次世界大战虽然没有直接波及到维也纳，但是旷日持久的战争引起了粮食和衣物的供应危机。第一次世界大战的结束，宣告了哈布斯堡王朝6个世纪统治的终结和奥匈帝国的解体，1918年11月12日在维也纳议会前德意志奥地利共和国成立，1919年改名为奥地利共和国，即奥地利第一共和国。
奥地利几乎一半的人口居住在维也纳所在的下奥地利州，其他6个联邦州担心被下奥地利州长久掌握主导权，此外在社会民主主义的维也纳和保守主义的下奥地利州其他地区之间存在严重的政治对立，1921年奥地利决定将维也纳从下奥地利州分立出来，维也纳在1922年成为奥地利的一个联邦州。与此同时，1919年维也纳引入男女平等选举，从此社会民主主义在城市参议院、州议会和地方议会的选举中始终获得绝对多数，维也纳因此被称为“红色维也纳”。
奥地利第一共和国时期，维也纳经历了1918年至1925年的通货膨胀、1929的世界经济危机和高失业率。此外，保守主义的奥地利联邦政府逐年削减奥地利的税收支持。
1933年希特勒上台，1938年作为德国帝国总理的希特勒进军并吞并奥地利，结束奥匈帝国的历史，建立了纳粹的独裁统治。

### 纳粹统治下的维也纳

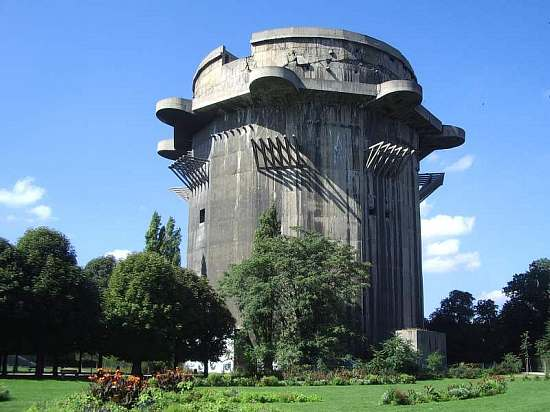
二战时建造的6个钢筋混凝土大型防空炮台之一，现仍存在于维也纳内

1908年19岁的希特勒曾两次报考维也纳艺术学院，均未被录取，只能在维也纳靠做零活和出售临摹画糊口，他在维也纳受到了泛日耳曼民族党的影响。希特勒后来声称，“维也纳过去是、现在仍然是我一生中最艰苦的学校。在那里形成的世界观和人生哲学，日后成了我一切行动的巩固基础。除了我当时打下的基础以外，后来很少再需要学习什么东西，也不需要改变什么东西”，而这种世界观和人生哲学就是“人类之所以为万物之灵，并非基于人道的原则，而是仅凭最野蛮的斗争……假使你不奋斗，则你也就无法生存”。
希特勒对犹太人的种族灭绝政策，使得在维也纳几百年的反犹太主义在20世纪死灰复燃，德国进军奥地利后不久，雅利安人种的维也纳人开始不由自主地威胁、折磨和抢劫犹太人种的维也纳人，将他们从家里赶出去。1938年11月9日至10日凌晨被称为“水晶之夜”，开始了纳粹对犹太人有组织的屠杀，维也纳共有92所犹太会堂遭到摧毁，仅有一处幸免于难。
纳粹一方面将现代艺术定义为“堕落的艺术”（德语：Entartete Kunst），另一方面大力宣传维也纳的“德意志文化”，比如在1941年隆重庆祝莫扎特逝世150周年，他于1791年在维也纳去世。“奥地利”的名字从历史文献中消失，只有1819年在维也纳成立的奥地利第一储蓄银行仍在当时保留着这个名字。
1944年3月17日盟军第一次空袭维也纳，整个城市的五分之一被毁。1945年4月2日维也纳被宣布成为纳粹的防守区，女人和孩子被要求离开这座城市，这意味着战争到了白热化的阶段，苏联军队距离维也纳仅剩下数公里。维也纳战役持续了八天，4万人丧生。维也纳的斯蒂芬大教堂在空袭和战争中未受损坏，但却在一次洗劫中陷入火海。在維也納的近200,000名猶太人中，約有 120,000 人被迫移民，約65,000人被殺。戰爭結束後，維也納的猶太人口大約只有5000人。

### 盟军占领和奥地利第二共和国

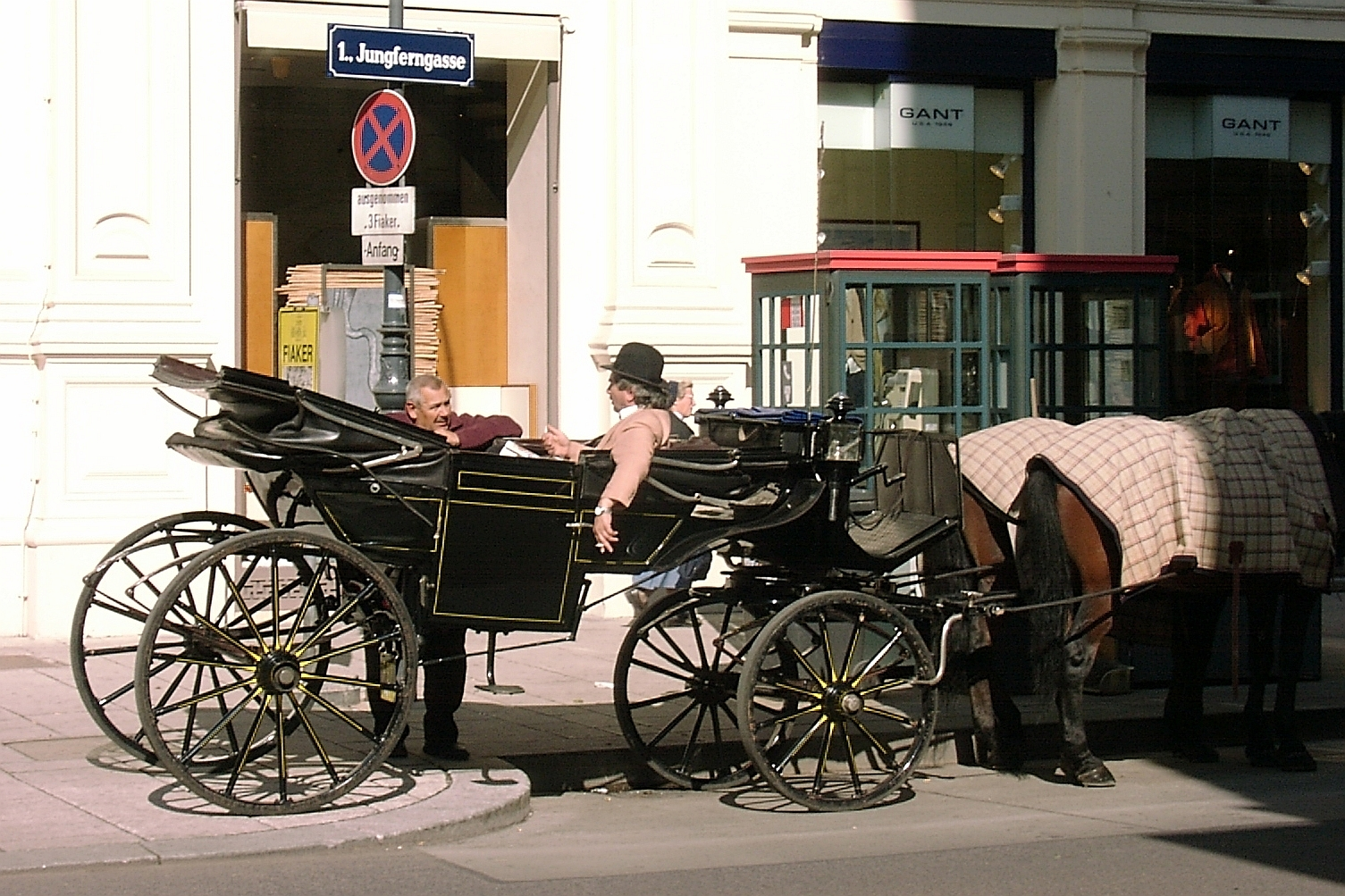
具有维也纳特色的马车

二战在维也纳的战事结束后由苏联占领 ，不久苏联红军开始新建城市管理机构，先是由共产党人担任临时市长，在3天后由奥地利社会民主党人接替。1945年4月27日，奥地利社会民主党、奥地利人民党和奥地利共产党的代表在维也纳市政厅宣布奥地利独立，4月29日占领当局将议会大厦移交给临时新政府，“奥地利民主共和国”重建。1945年秋，苏联允许其他三个同盟国军队进入维也纳，美国、英国、法国和苏联共同占领维也纳，直至1955年5月15日奥地利国家条约签署，盟军撤出，奥地利才完全独立。
同奥地利和西欧的其他城市一样，维也纳在二战后马歇尔计划的帮助下，经历了经济复苏和城市重建。

### 匈牙利十月事件至今
1956年发生匈牙利十月事件，反对共产党当局的起义失败后，大批匈牙利人逃亡西方，维也纳接收了许多匈牙利人。维也纳在1968年布拉格之春后又接收了许多捷克人和苏联人。
维也纳逐渐向国际性的城市发展。1957年国际原子能机构成为1945年后第一个进驻维也纳的国际组织，维也纳从1965年起是石油输出国组织和发展基金会的驻地，1961年美国总统约翰·肯尼迪和苏共中央总书记赫鲁晓夫在维也纳举行高峰会谈，1979年美国总统卡特和苏共中央总书记勃列日涅夫在维也纳会面，1980年维也纳国际中心即联合国城成为联合国的第三个驻地，维也纳定位成国际会议和解决国际冲突的城市。而在東歐民主化之後，維也納是連接西歐和中東歐的重要都市。

## 地理
維也納面積414.677平方公里，是奧地利最小的一個聯邦州，也是唯一不同鄰國鄰接的聯邦州。因維也納的首都地位，其聯邦州內擁有全奧地利最大交通和建築面積比例，其中11.3%的面積是建築用地，11.1%為道路交通 ，2.2%為鐵路軌道。維也納亦是綠化面積最大的聯邦州，面積117.76平方公里，覆蓋率達28.4%。 河流和湖泊面積19.1平方千米，佔4.6%，僅次布爾根蘭州。維也納是奧地利種植葡萄的四個聯邦州之一，葡萄園佔面積的1.7%。 森林覆蓋率為16.6%，農業用地佔15.8%。

### 位置
维也纳之所以能够成为中欧重要的城市之一，应当归功于它优越的地理位置。维也纳位于阿尔卑斯山的东北麓和维也纳盆地西北部之间，维也纳是从多瑙河的南岸发展起来的，现在拓展到了多瑙河的两岸，是东西向多瑙河航线和南北向琥珀之路的交叉点。
自从1989年铁幕降下以后，奥地利同北部和东部邻国的交通和经济关系明显发展，与东欧之间的距离之近引人注目，维也纳距离斯洛伐克首都布拉提斯拉瓦仅60公里，这是欧洲除梵蒂冈城与罗马以外，两个国家首都之间的最近距离。维也纳共分为23个行政区。

### 地貌

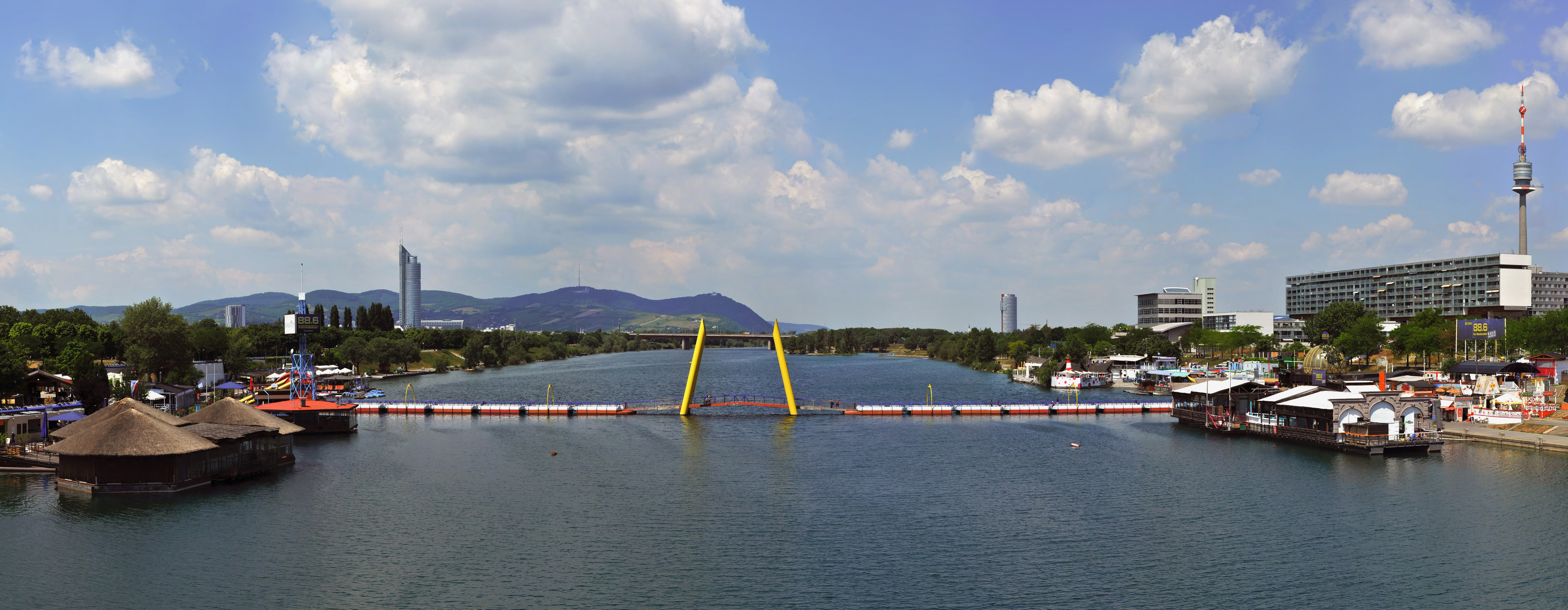
多瑙河畔的维也纳

维也纳城市只有相对一小部分是建筑用地，维也纳面积的约一半是草原，大部分用作农业用地。维也纳的海拔从151米的多瑙河上的罗堡岛（Lobau），到542米的维也纳森林中的最高峰。维也纳的西北面、西面和西南面被维也纳森林环绕，森林一直延伸到市区。多瑙河流经维也纳市内，除了多瑙河，从维也纳森林中还有许多小河流入市区，其中包括维也纳河。西面的山岭连接着南面的冰河走廊，这个地区是维也纳的葡萄种植区。
维也纳的东面是摩拉瓦河（March）平原，东南面是多瑙河草原国家公园。
维也纳的居民区主要集中在空气质量较好的城市西部，而工业区则集中在城市东部。

### 气候
维也纳同时受到来自西面的海洋性气候和来自东面的副热带湿润气候的影响，属于过渡性气候，使得年均比较的差异较大。维也纳的降水量很小，干旱期较长，冬季较其他奥地利城市温暖，城市中心的平均气温10.4℃，城市郊区约9.8℃，平均降水量约600毫米，一年约有60天是夏天，70天是冰冻期。
| 維也納                                                  | 維也納       | 維也納      | 維也納      | 維也納      | 維也納      | 維也納      | 維也納      | 維也納      | 維也納      | 維也納      | 維也納      | 維也納       | 維也納        |
| 月份                                                    | 1月          | 2月         | 3月         | 4月         | 5月         | 6月         | 7月         | 8月         | 9月         | 10月        | 11月        | 12月         | 全年          |
| ------------------------------------------------------- | ------------ | ----------- | ----------- | ----------- | ----------- | ----------- | ----------- | ----------- | ----------- | ----------- | ----------- | ------------ | ------------- |
| 历史最高温 °C（°F）                                     | 16.7 (62.1)  | 19.1 (66.4) | 25.5 (77.9) | 27.8 (82.0) | 30.7 (87.3) | 35.9 (96.6) | 36.0 (96.8) | 37.0 (98.6) | 31.1 (88.0) | 26.4 (79.5) | 20.8 (69.4) | 16.1 (61.0)  | 37.0 (98.6)   |
| 平均高温 °C（°F）                                       | 2.9 (37.2)   | 5.1 (41.2)  | 10.3 (50.5) | 15.2 (59.4) | 20.5 (68.9) | 23.4 (74.1) | 25.6 (78.1) | 25.4 (77.7) | 20.3 (68.5) | 14.2 (57.6) | 7.5 (45.5)  | 4.0 (39.2)   | 14.5 (58.1)   |
| 日均气温 °C（°F）                                       | 0.1 (32.2)   | 1.6 (34.9)  | 5.7 (42.3)  | 10.0 (50.0) | 15.2 (59.4) | 18.2 (64.8) | 20.2 (68.4) | 19.8 (67.6) | 15.3 (59.5) | 9.9 (49.8)  | 4.6 (40.3)  | 1.5 (34.7)   | 10.2 (50.4)   |
| 平均低温 °C（°F）                                       | −2.0 (28.4)  | −0.9 (30.4) | 2.4 (36.3)  | 5.8 (42.4)  | 10.5 (50.9) | 13.5 (56.3) | 15.4 (59.7) | 15.3 (59.5) | 11.7 (53.1) | 7.0 (44.6)  | 2.4 (36.3)  | −0.5 (31.1)  | 6.7 (44.1)    |
| 历史最低温 °C（°F）                                     | −19.6 (−3.3) | −17.2 (1.0) | −15.3 (4.5) | −2.7 (27.1) | 1.0 (33.8)  | 4.8 (40.6)  | 8.4 (47.1)  | 7.0 (44.6)  | 3.1 (37.6)  | −4.5 (23.9) | −9.6 (14.7) | −18.1 (−0.6) | −19.6 (−3.3)  |
| 平均降水量 mm（）                                       | 37.2 (1.46)  | 39.4 (1.55) | 46.1 (1.81) | 51.7 (2.04) | 61.8 (2.43) | 70.2 (2.76) | 68.2 (2.69) | 57.8 (2.28) | 53.5 (2.11) | 40.0 (1.57) | 50.0 (1.97) | 44.4 (1.75)  | 620.3 (24.42) |
| 平均降雪量 cm（）                                       | 18.6 (7.3)   | 15.6 (6.1)  | 8.3 (3.3)   | 1.5 (0.6)   | 0.0 (0.0)   | 0.0 (0.0)   | 0.0 (0.0)   | 0.0 (0.0)   | 0.0 (0.0)   | 0.0 (0.0)   | 7.9 (3.1)   | 16.4 (6.5)   | 68.3 (26.9)   |
| 平均降水天数（≥ 1.0 mm）                                | 7.3          | 7.6         | 8.3         | 7.5         | 8.5         | 9.1         | 9.0         | 8.0         | 7.0         | 6.0         | 8.3         | 8.2          | 94.8          |
| 平均降雪天数（≥ 1.0 cm）                                | 13.9         | 10.0        | 4.0         | 0.4         | 0.0         | 0.0         | 0.0         | 0.0         | 0.0         | 0.0         | 2.7         | 8.3          | 39.3          |
| 月均日照時數                                            | 60.9         | 90.1        | 131.5       | 173.8       | 228.0       | 222.8       | 241.8       | 239.2       | 167.6       | 131.2       | 65.5        | 52.0         | 1,804.4       |
| 来源：Central Institute for Meteorology and Geodynamics |              |             |             |             |             |             |             |             |             |             |             |              |               |

## 人口
20世紀初期，維也納曾經是世界第六大都市，維也納的人口在奧匈帝國時期（1867年—1918年）快速增長，曾经拥有200万人口，在当时是仅次于伦敦、纽约和巴黎的世界第四大城市，當時的維也納聚集了很多從這個帝國其他部份的移民。第一次世界大戰後，許多捷克人返回他們的祖國，這導致這個城市的人口減少，维也纳失去了四分之一的人口。在接下來的移民時期，大約三分之一的人口擁有斯拉夫和匈牙利姓氏。目前，维也纳人口约189.7万（2019年）。

## 宗教

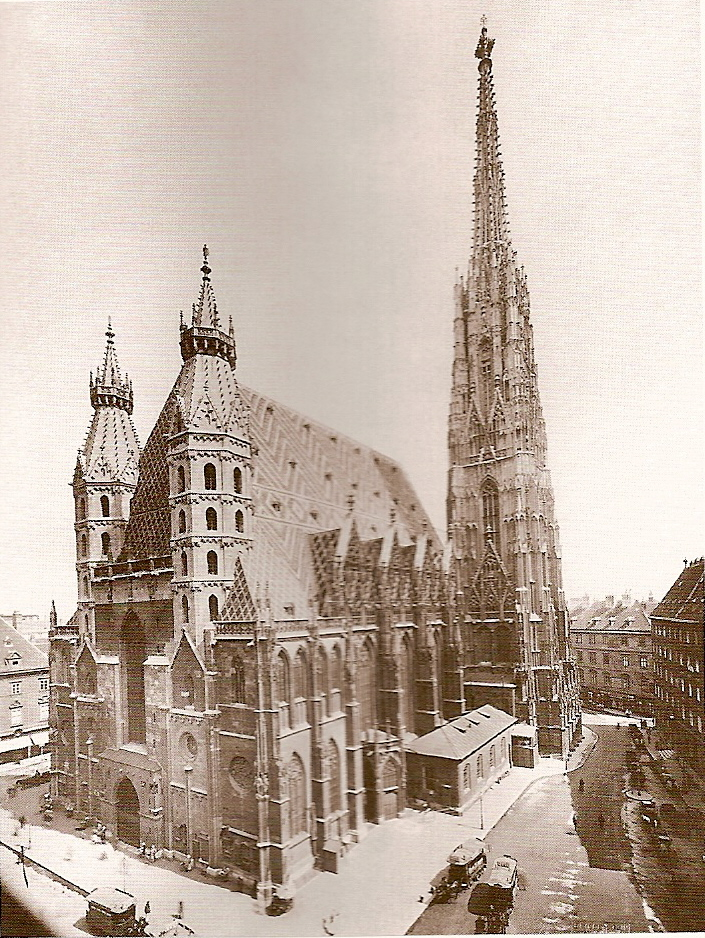
1905年的史蒂芬大教堂

按照2001年人口统计，维也纳居民的宗教信仰构成如下：
| 天主教會           | 49.2% |
| 无宗教信仰         | 25.7% |
| 伊斯兰教           | 7.8%  |
| 东正教             | 6.0%  |
| 新教（路德会為主） | 4.7%  |
| 犹太教             | 0.5%  |
| 其他               | 6.3%  |

天主教會在维也纳設有維也納總教區。维也纳市中心的许多天主教堂以宗教音乐，包括弥撒曲和管风琴著称。

## 经济
在欧盟范围内，维也纳是生活品質良好、犯罪率很低的城市，物价水平相对适中。根据2007年的数据，维也纳在欧盟最富有的城市中位居第五，仅次于伦敦、卢森堡城、布鲁塞尔和汉堡。维也纳也被称为“到东欧的跳板”，因为维也纳和它的企业同中欧及东欧具有良好的关系，在2004年欧盟东扩的背景下，许多外国大企业将他们在中欧和东欧国家的业务交由维也纳的分部处理，或者在维也纳开设代理机构，从维也纳出发开发中欧和东欧市场，比如法国建筑材料巨头拉法基集团、德国的汉高、雷弗集团和拜尔斯道夫。有些外国企业则收购在维也纳的奥地利企业以便进军中欧和东欧市场，比如荷兰饮料大亨喜力收购奥地利最大的啤酒公司，意大利联合信贷银行收购奥地利信贷银行（Bank Austria Creditanstalt）。而奥地利本土大企业也多将总部设在维也纳，其中包括奥地利几乎所有的银行，奥地利石油天然气集团、全球最大制砖商维纳博艮和奥地利电信集团。维也纳证券交易所是奥地利的唯一一所证券交易所。
维也纳16%的面积由约900家企业经营农业，每年生产约50000吨蔬菜，包括番茄、辣椒、黄瓜、色拉菜和小萝卜。它们按季节供应了维也纳70%和奥地利56%的新鲜蔬菜。

## 政治

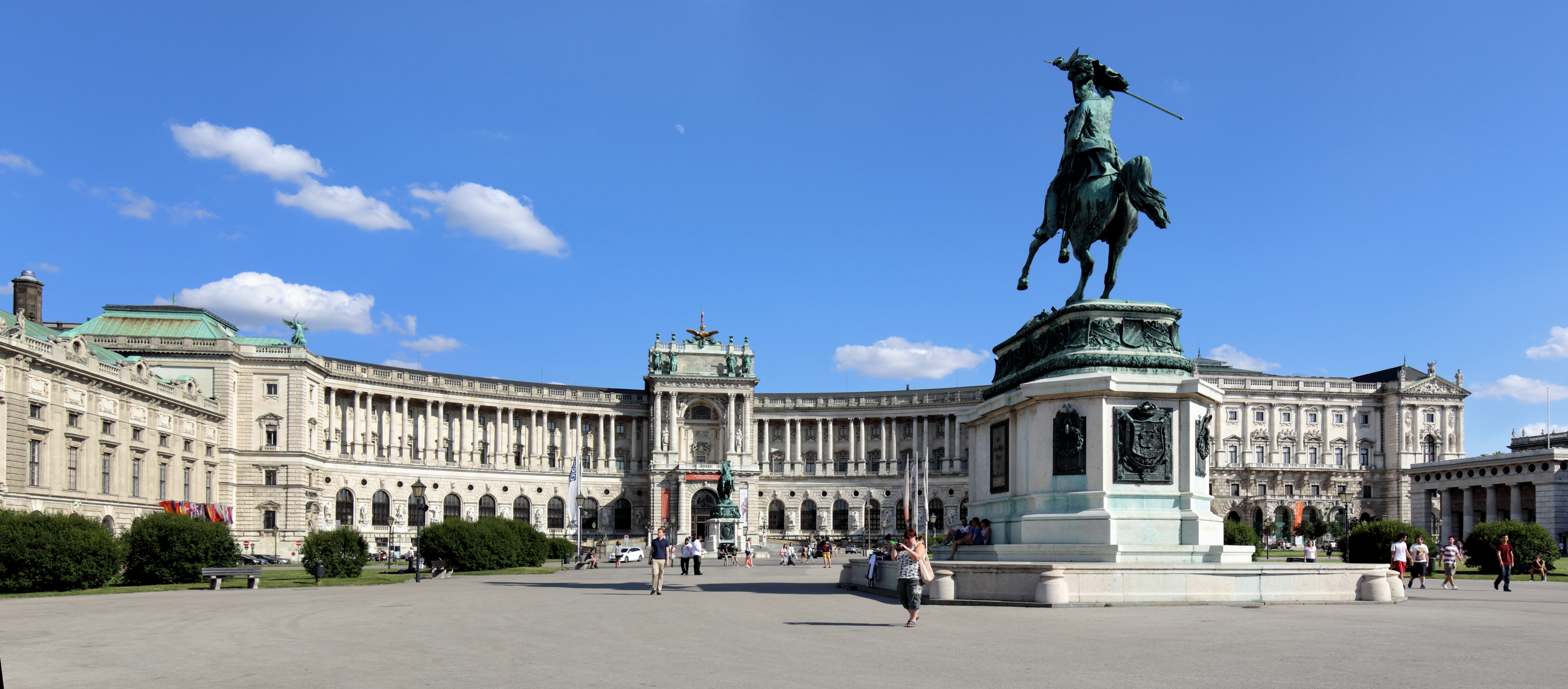
霍夫堡皇宮自1279年始作為奧地利公爵的駐地，今日是奧地利總統官邸所在地

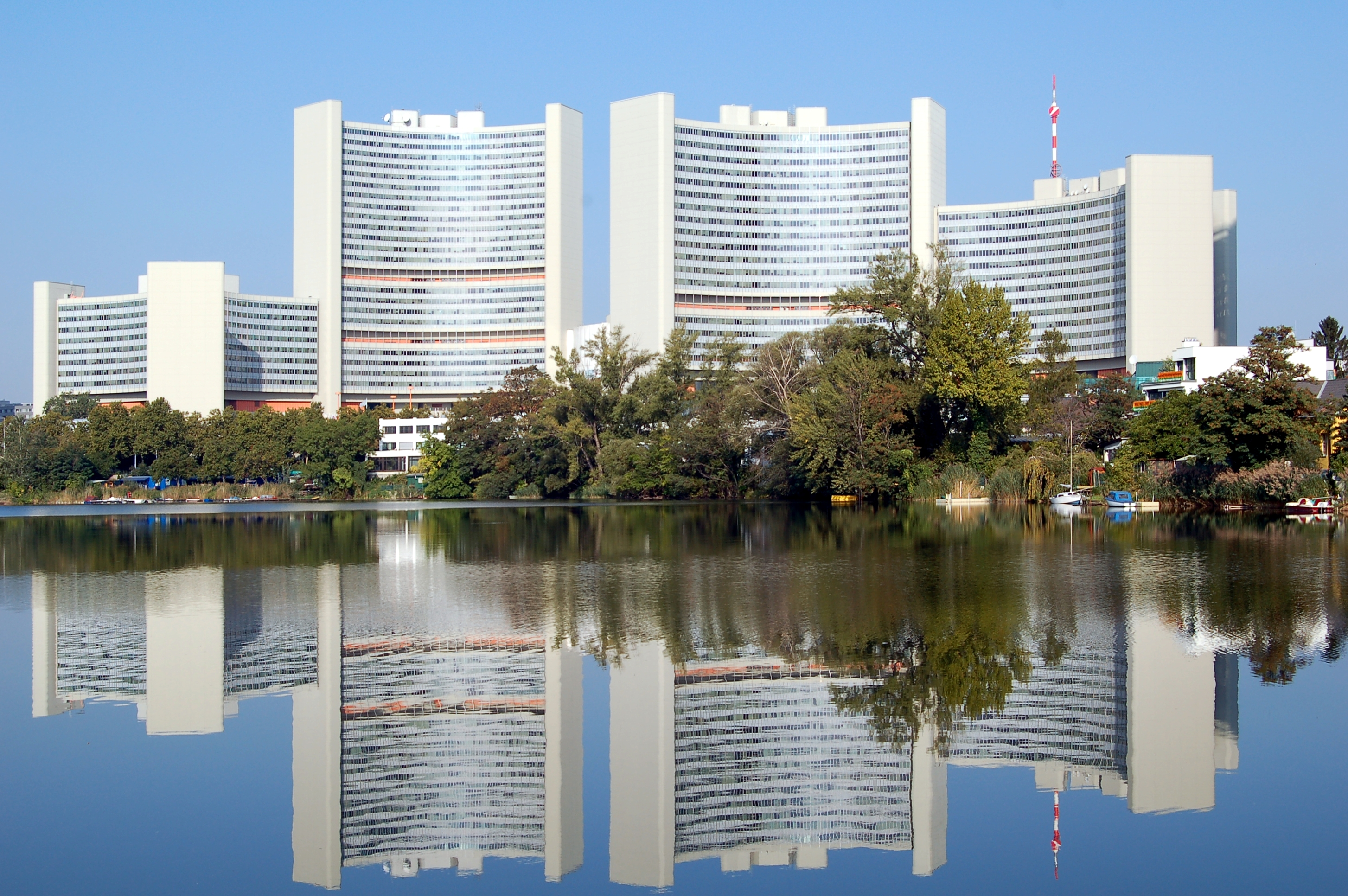
维也纳联合国城

维也纳是奥地利左派的大本营，1919年至1934年间，维也纳一直由奥地利社会民主工人党以绝对多数当选执政，当时被称为“红色维也纳”。1934年至1945年间没有民主选举，1945年后至今始终是奥地利社会民主党人担任市长。

### 国际组织的驻地
1979年，维也纳成为继纽约和日内瓦之后的第三座联合国驻地城市，维也纳也是许多其他国际组织的所在地：
- 基本權利機構（英语：Fundamental_Rights_Agency）（FRA）
- 国际出版局（IPI）
- 保护多瑙河国际委员会（英语：International_Commission_for_the_Protection_of_the_Danube_River）（ICPDR）
- 石油输出国组织（OPEC）
- 欧洲安全与合作组织（OSCE）
- 歐佩克國際發展基金（OFID）

- 联合国系统
  - 国际原子能机构（IAEA）
  - 联合国工业发展组织（UNIDO）
  - 联合国毒品和犯罪办公室（UNODC）
  - 全面禁止核试验条约组织筹备委员会（英语：Comprehensive_Nuclear-Test-Ban_Treaty_Organization）（CTBTO Prep Com）
  - 聯合國外層空間事務廳（UNOOSA）
  - 联合国原子射线影响委员会（英语：United_Nations_Scientific_Committee_on_the_Effects_of_Atomic_Radiation）（UNSCEAR）
  - 聯合國國際貿易法委員會（UNCITRAL）
  - 聯合國郵政管理處（UNPA）

## 文化
維也納有「多瑙河的女神」之美譽，几个世纪以来，维也纳一直是古典音乐和歌剧的中心，獲誉为“音乐之都”，同时哲学的维也纳学派、文学的维也纳圈和维也纳空想现实主义学派，乃至饮食艺术和咖啡文化等也是远近皆知，曾经与巴黎并列欧洲文化二元中心。罗马帝国和奥匈帝国时代的辉煌为维也纳留下了不计其数的雄伟建筑，而作为“音乐之都”也吸引了贝多芬、莫扎特和马勒等众多音乐家，继承了他们的古典主义音乐作品和文化遗产，使得维也纳成为一座远近闻名和深受欢迎的旅游城市。維也納的街區依多瑙河而建，建於19世紀，圍繞舊市區的環城大道過去是中世記的城牆，現在是一條著名的街道。在環城大道周圍則分佈着維也納著名華麗繁複的名勝古蹟。包含巴洛克風格的城堡、花園及建於19世紀晚期的環城大道其沿途的建築物、博物館及公園，帶有著巴洛克式、哥特式和羅馬式建築的風格，為歐洲建築藝術精華的匯聚地。
游客乘坐具有维也纳特色的马车行走在维也纳的内城即老城，老城的中心是维也纳的斯蒂芬大教堂，老城内还有维也纳国家歌剧院、霍夫堡皇宫、奥地利最繁华的步行街克恩滕大街、有名的蛋糕店和旅馆、富丽堂皇的戒指路（环城大街），还有各式各样的酒馆、爵士酒吧、舞厅和艺术画廊等，以及大量咖啡店，其中一些甚至历经战争炮火幸存下来，拥有百年历史。维也纳的大部分旅游景点常年开放，比如美泉宫、霍夫堡皇宮、美景宮和维也纳博物馆区。游客大多选择夏季来旅游，也有不少游客在每年12月来到维也纳参加圣诞市场。哈布斯堡王朝在维也纳的美泉宫入选联合国教育科学文化组织的世界遗产，而市中心的斯蒂芬大教堂是维也纳的标志。
维也纳同时也是一座国际会议城市，2006年共承办了147项国际性会议，超过巴黎和新加坡成为世界最受欢迎的国际会议城市。近年來，維也納完成了許多將現代建築與舊建築相結合的新興項目，多瑙河北岸的220公尺高的DC Tower 1於2013年竣工，是維也納最高的摩天大樓。.

### 世界遺產
2001年，國際文化紀念物與歷史場所委員會提名維也納為世界文化遺產，認為其滿足以下三個獲選條件：
1. 維也納古城歷史悠久，城中風格迥異的歷史建築述説着20世紀維也納社會不斷發展、價值觀不斷轉變的歷史進程。（文化遗产标准ii）；
2. 歐洲三個重要的文化和政治發展階段時代階段、中世紀、巴洛克時期和奠基者時代，在維也納的城市發展和歷史建築中得到充分的展示。（文化遗产标准iv）；
3. 從16世紀開始，維也納因為豐富的音樂歷史遺產而被稱作「音樂之都」。（文化遗产标准vi）；

2017年，因當地政府計劃在世界遺產保護項目附近新建高層建築，維也納歷史中心被列入《瀕危世界遺產名錄》。

#### 名勝古蹟

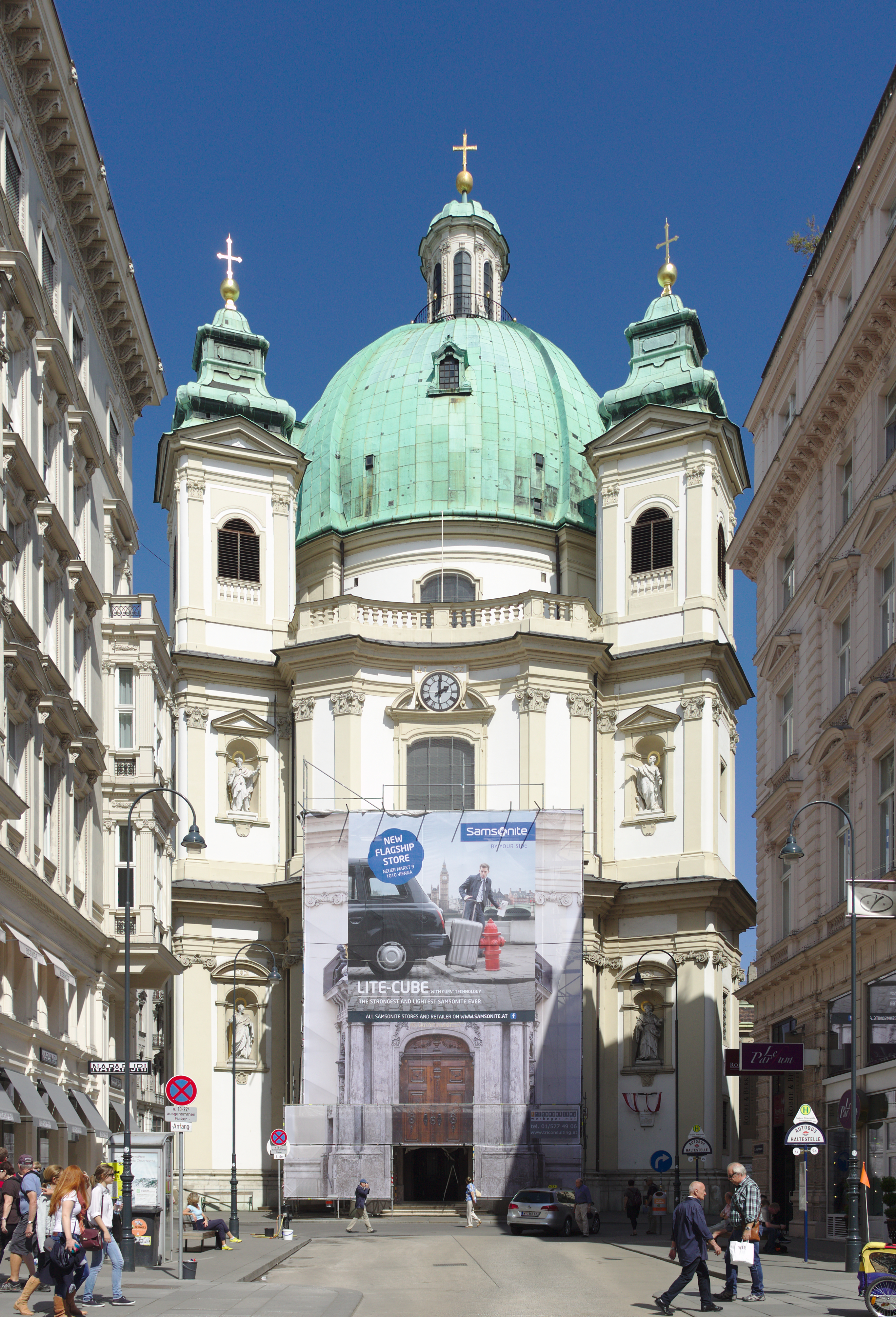
圣伯多禄教堂
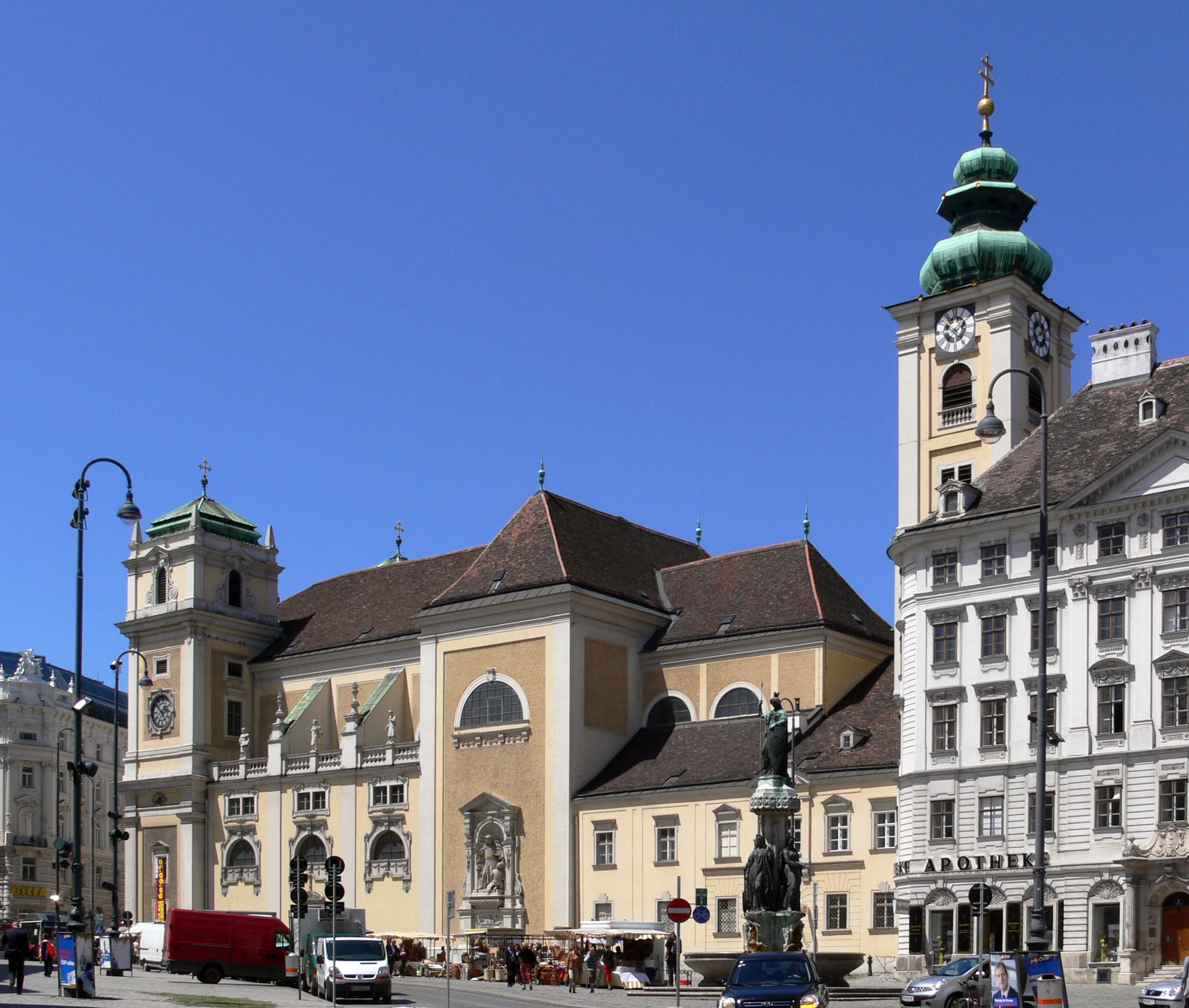
蘇格蘭修道院
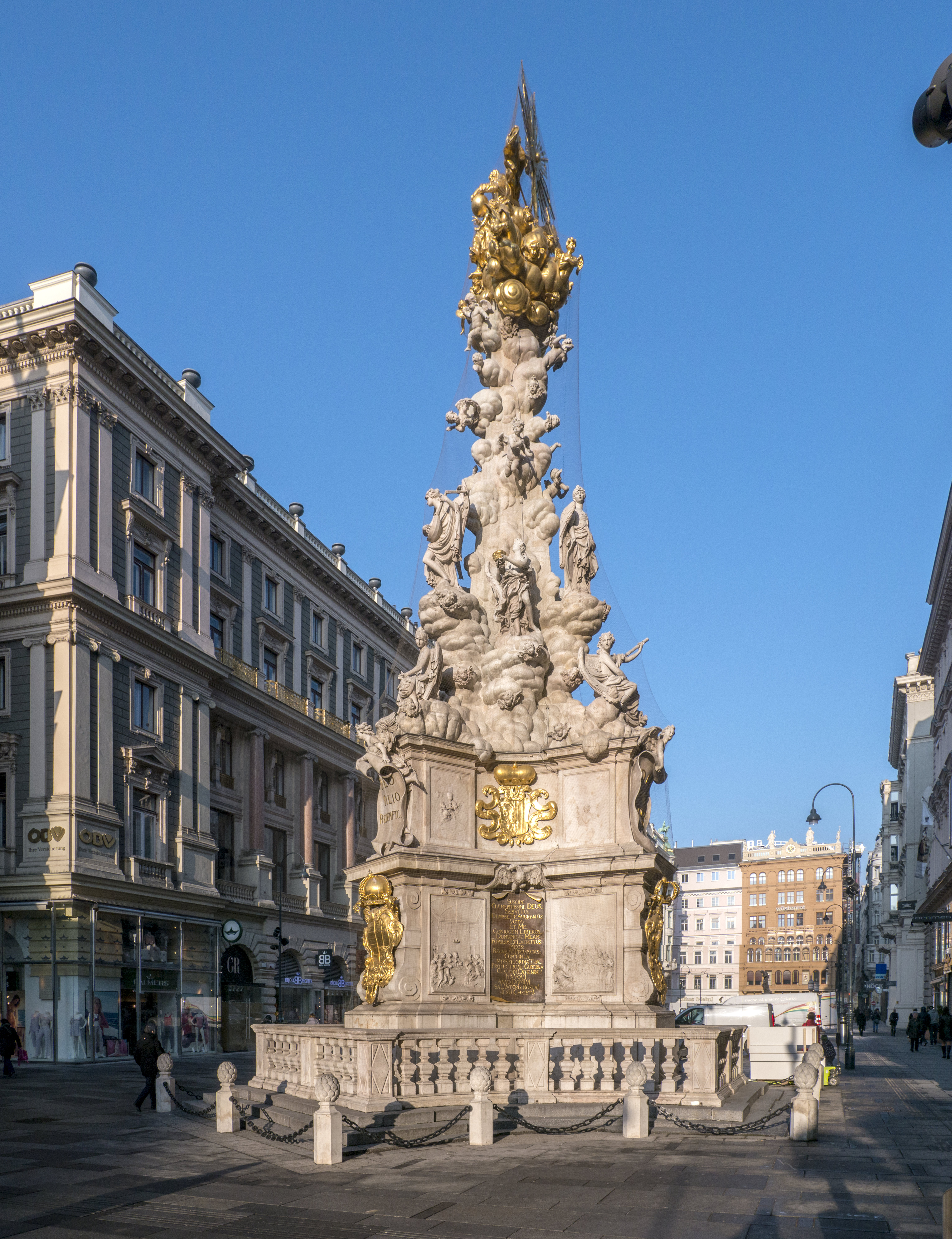
鼠疫紀念柱
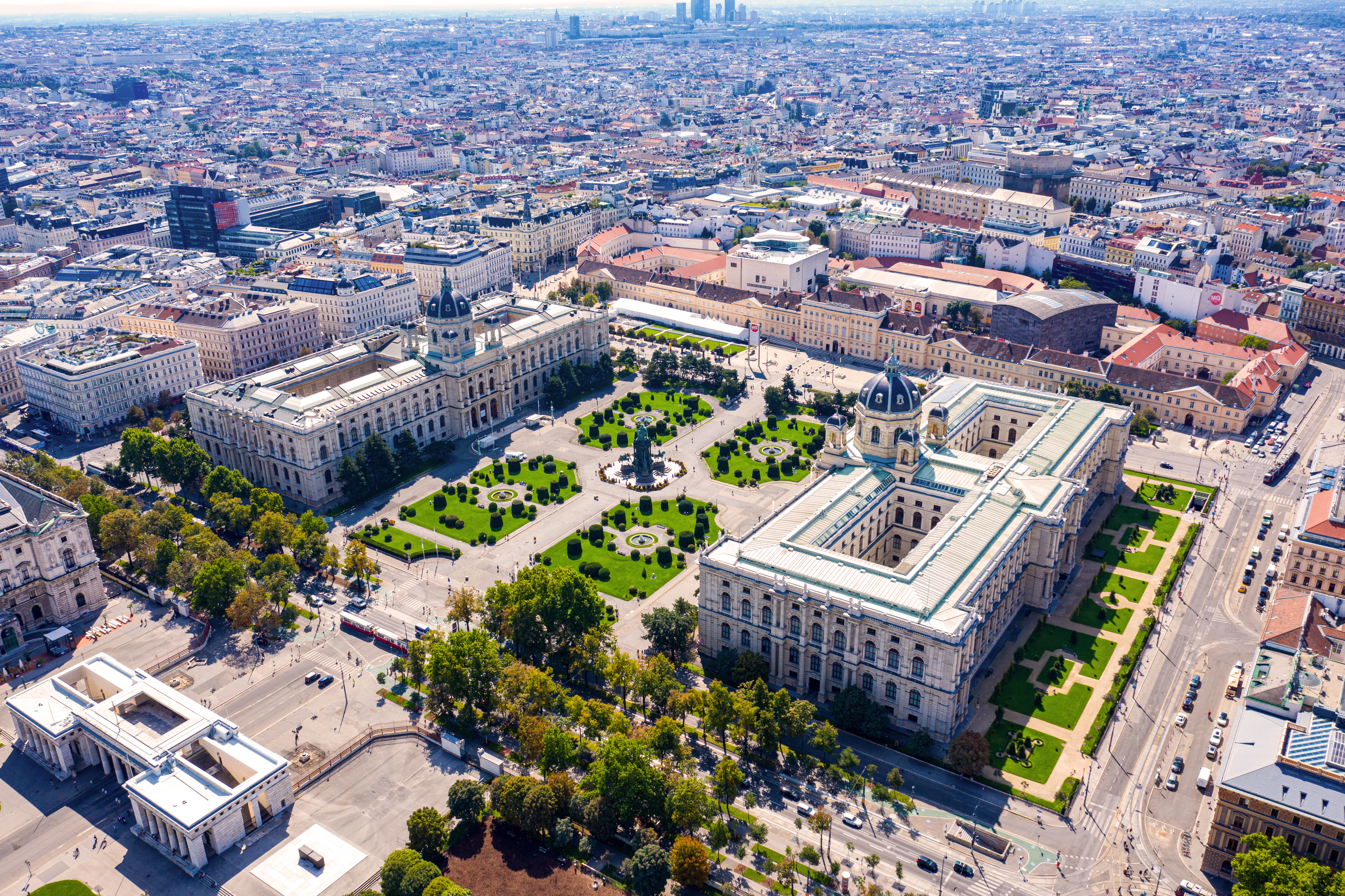
藝術史博物館與自然史博物馆

- 阿爾貝蒂娜博物館（Albertina）
- 城堡劇院
- 格拉本大街（Graben）
- 霍夫堡皇宮（Hofburg）
- 皇家墓穴 （Kaisergruft）
- 克恩滕大街（Kärntner Straße）
- 路德會教堂（Lutherische Stadtkirche）
- 藝術史博物館（Kunsthistorisches）
- 自然史博物馆（Naturhistorisches）
- 河畔聖母教堂（Maria am Gestade）
- 埃弗呂西宮（Palais Ephrussi）
- 鼠疫紀念柱（Pestsäule）
- 聖伯多祿教堂（Peterskirche）
- 维也纳市政厅（Rathaus）
- 魯珀特教堂（Ruprechtskirche）
- 蘇格蘭修道院（Schottenstift）
- 城市公园（Stadtpark）
- 聖斯德望主教座堂
- 國立歌劇院（Wiener Staatsoper）
- 維吉留斯禮拜堂（Virgilkapelle）
- 奧地利議會大廈（Parlamentsgebäude）
- 司法宮（Justizpalast）
- 維也納大學主樓（Hauptgebäude der Universität Wien）
- 人民公园（Volksgarten）
- 安可鐘（Ankeruhr）

### 音乐

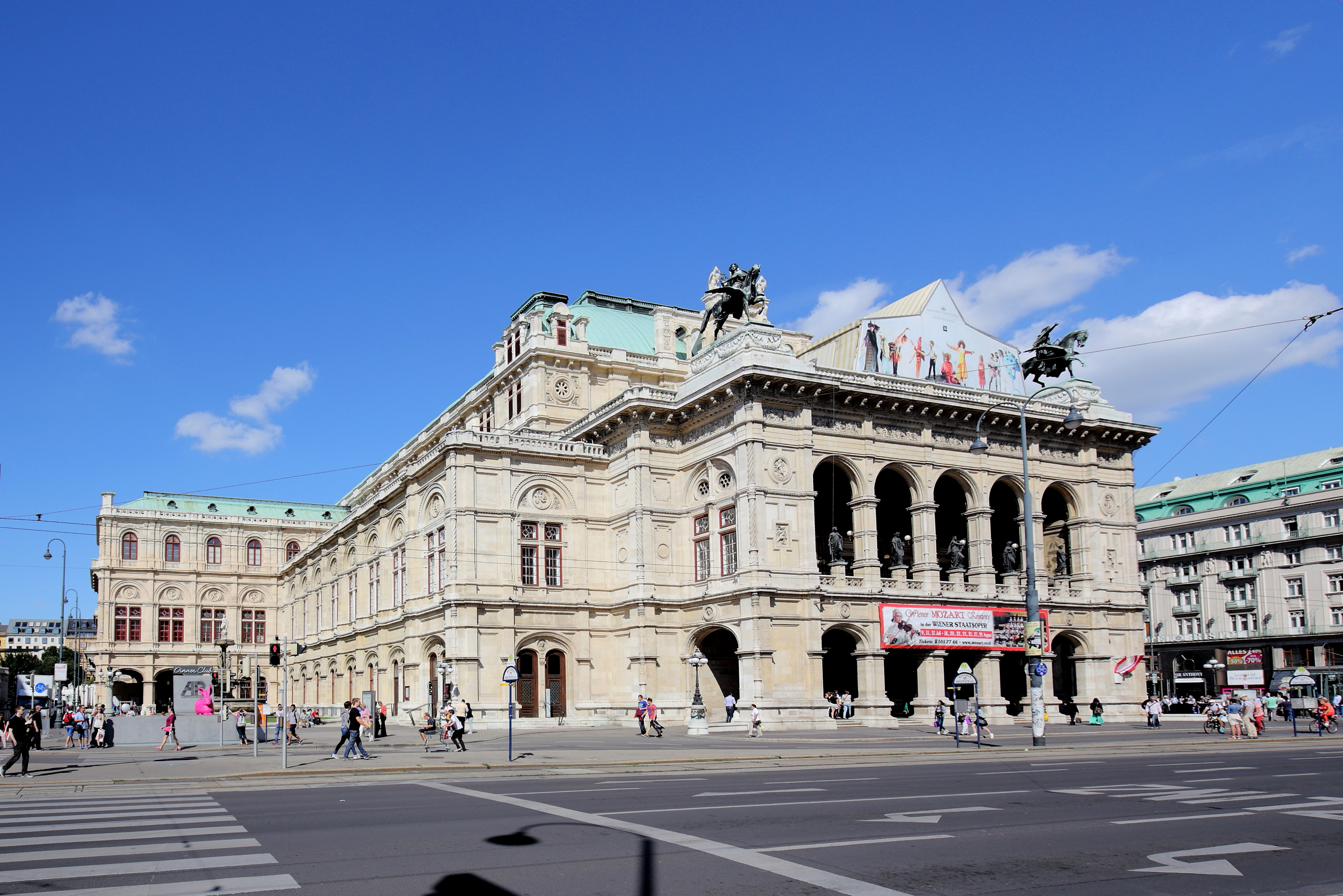
國立歌劇院
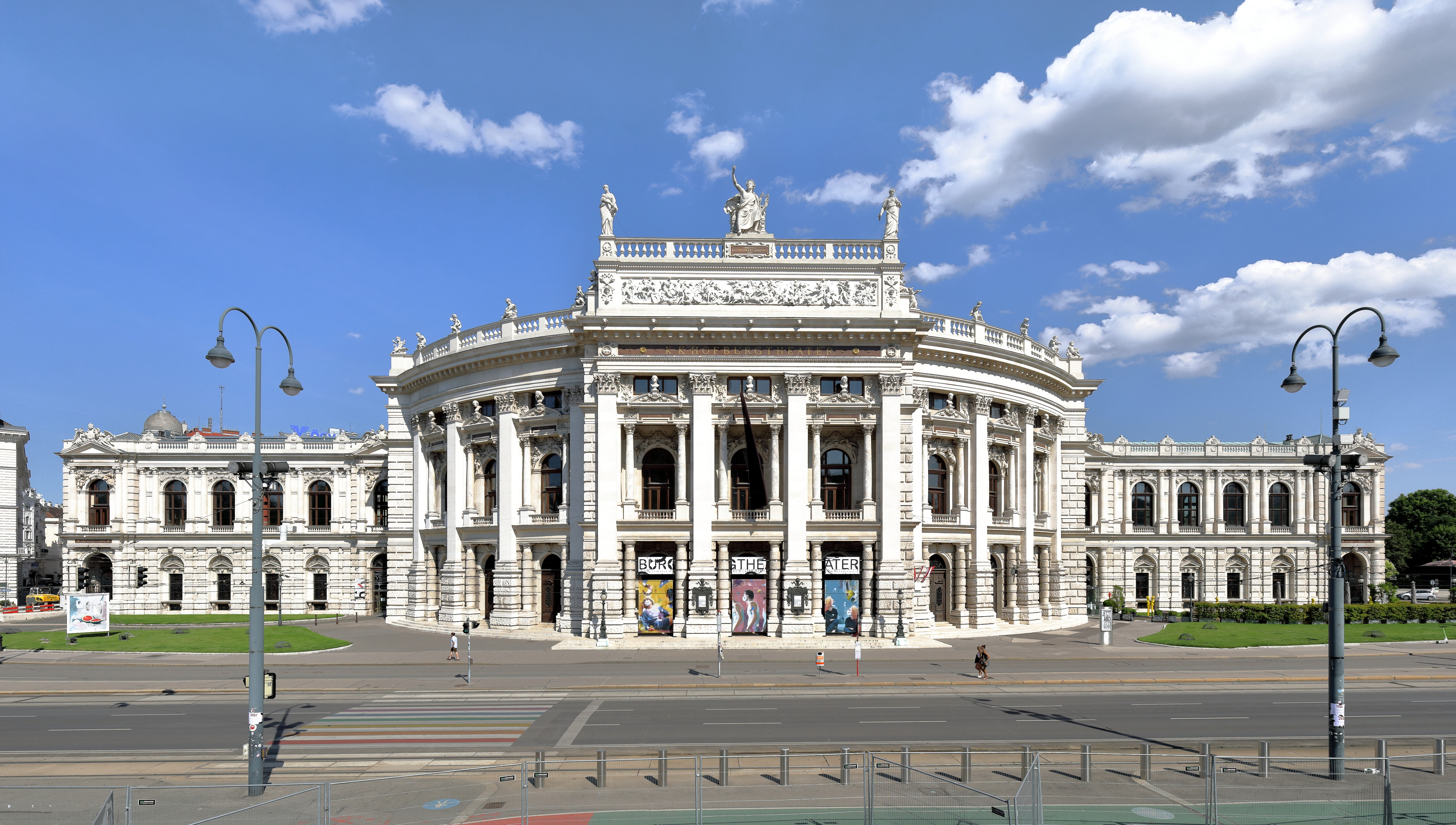
城堡剧院，世界上最重要的德語劇院之一。
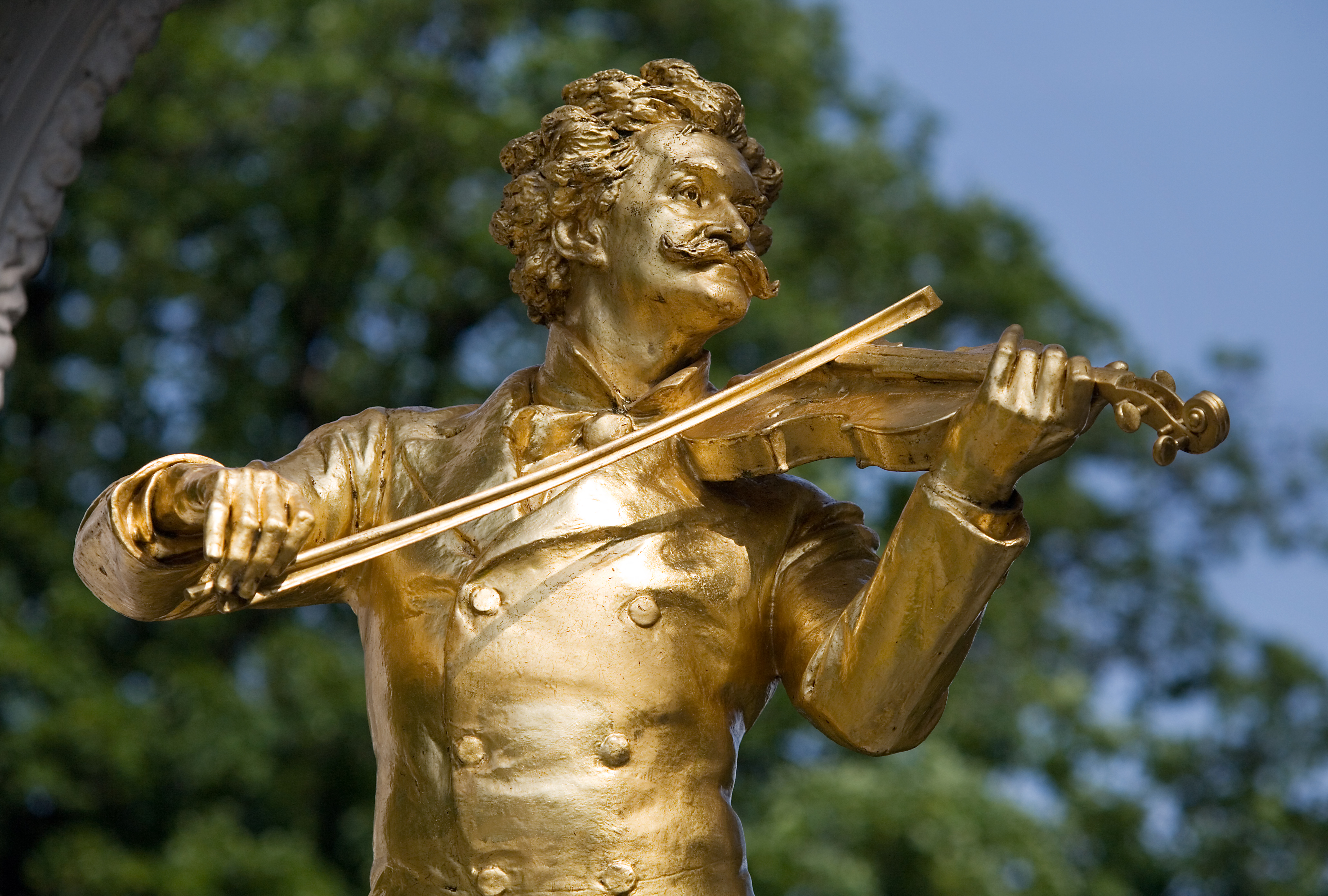
在維也納市立公園的小约翰·施特劳斯紀念碑
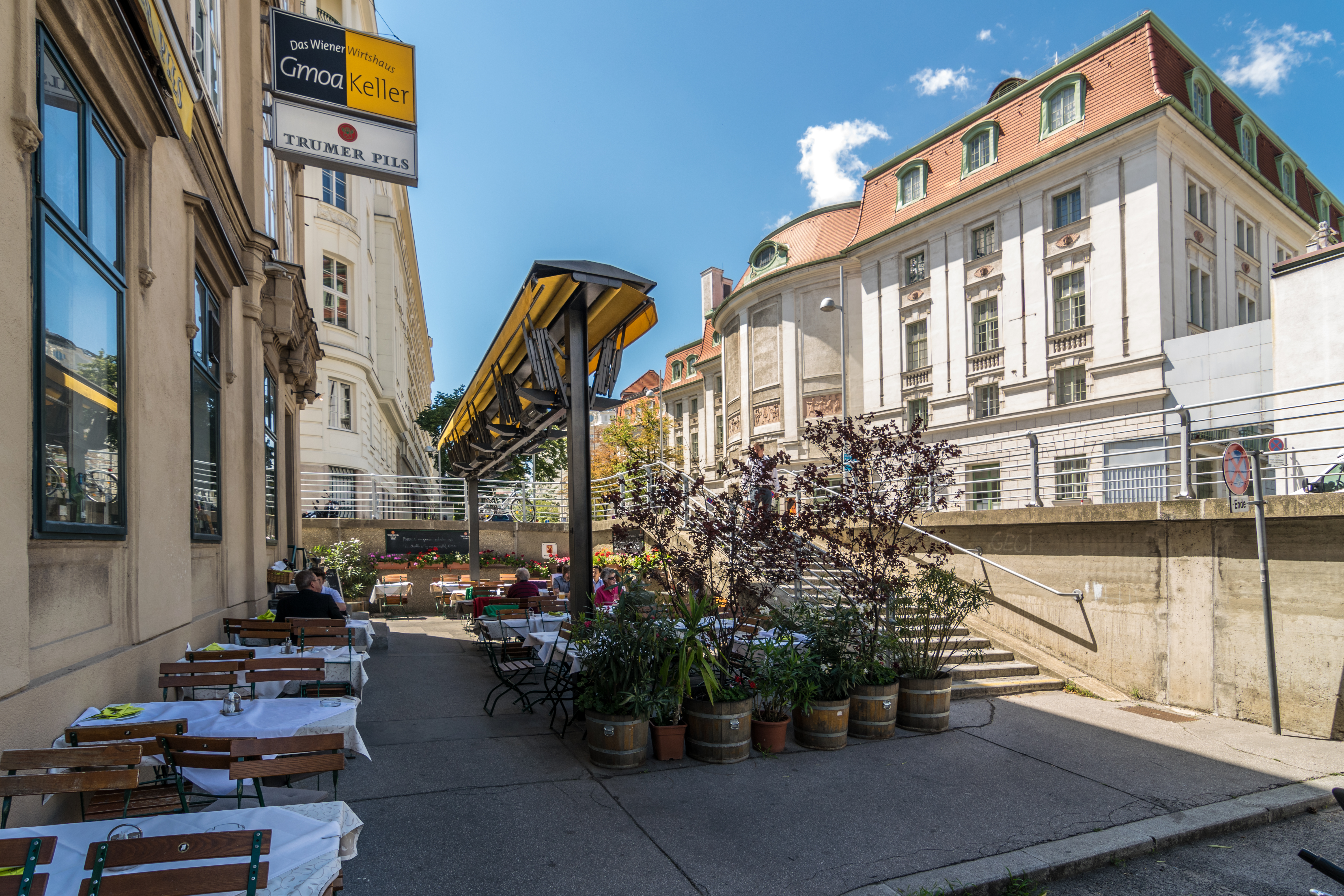
维也纳音乐厅

维也纳的古典主义音乐在世界上名聞遐迩，几百年来贡献了不计其数的作曲家，至今仍影响和激励着当代音乐家。維也納也是許多歌劇院的所在地，包括国家剧院（Staatsoper）、人民剧院（Volksoper）、維也納河畔劇院（Theater an der Wien）、萊奧波德施塔德劇院（Theater in der Leopoldstadt）、約瑟夫施塔德劇院（Theater in der Josephstadt）、布格劇院（Burgtheater）及皇家宮廷劇院（Theater am Kärntnertor）等。管弦樂音樂會則是在諸如金色大厅（Musikverein，维也纳爱乐乐团的駐地）以及维也纳音乐厅（维也纳交响乐团的駐地）等場所舉行。許多音樂會場地都提供針對遊客的音樂會，以維也納音樂的亮點為特色。
维也纳孕育了表现主义的代表人物勋伯格、韦伯恩和贝尔格。出生在维也纳的还有舒伯特、老约翰·施特劳斯、小约翰·施特劳斯、兰纳、克热内克等。无数音乐家曾在维也纳学习、生活和投身音乐创作，其中包括维也纳古典乐派的三位杰出代表海顿、莫扎特和贝多芬，还有李斯特、莱哈尔、布鲁克纳、马勒、格鲁克、勃拉姆斯、维瓦尔第等。老约翰·施特劳斯、小约翰·施特劳斯、兰纳、布鲁克纳、马勒、格鲁克、勃拉姆斯、维瓦尔第等长眠于维也纳。

维也纳新年音乐会每年的1月1日由维也纳爱乐管弦乐团在金色大厅举行和向全球直播，维也纳歌剧院舞会是每年维也纳狂欢节的高潮，其它如維也納華爾滋、维也纳少年合唱团等和维也纳众多的歌剧院和戏院一起闻名世界。

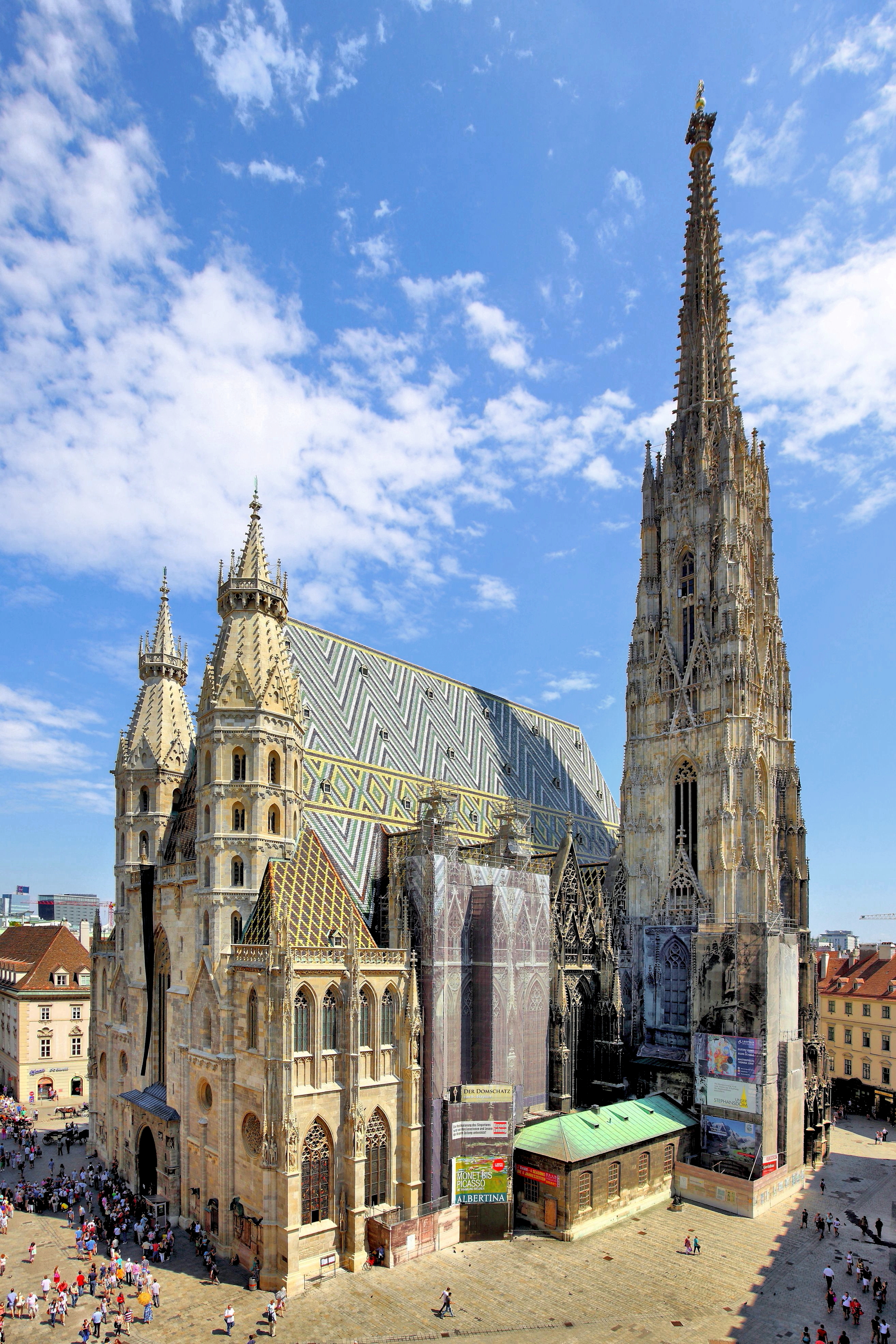
聖斯德望主教座堂（Stephansdom）
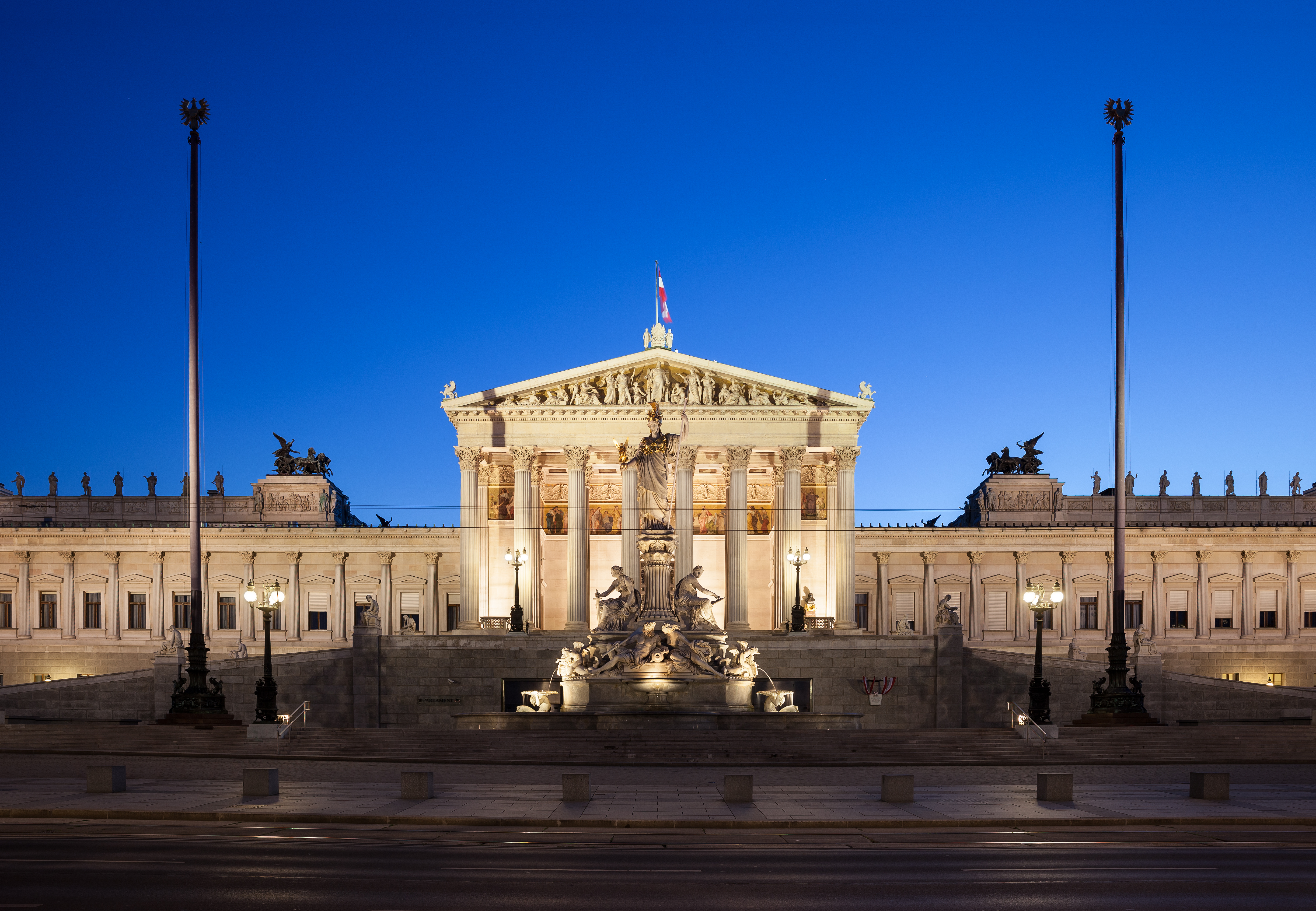
奧地利議會大廈
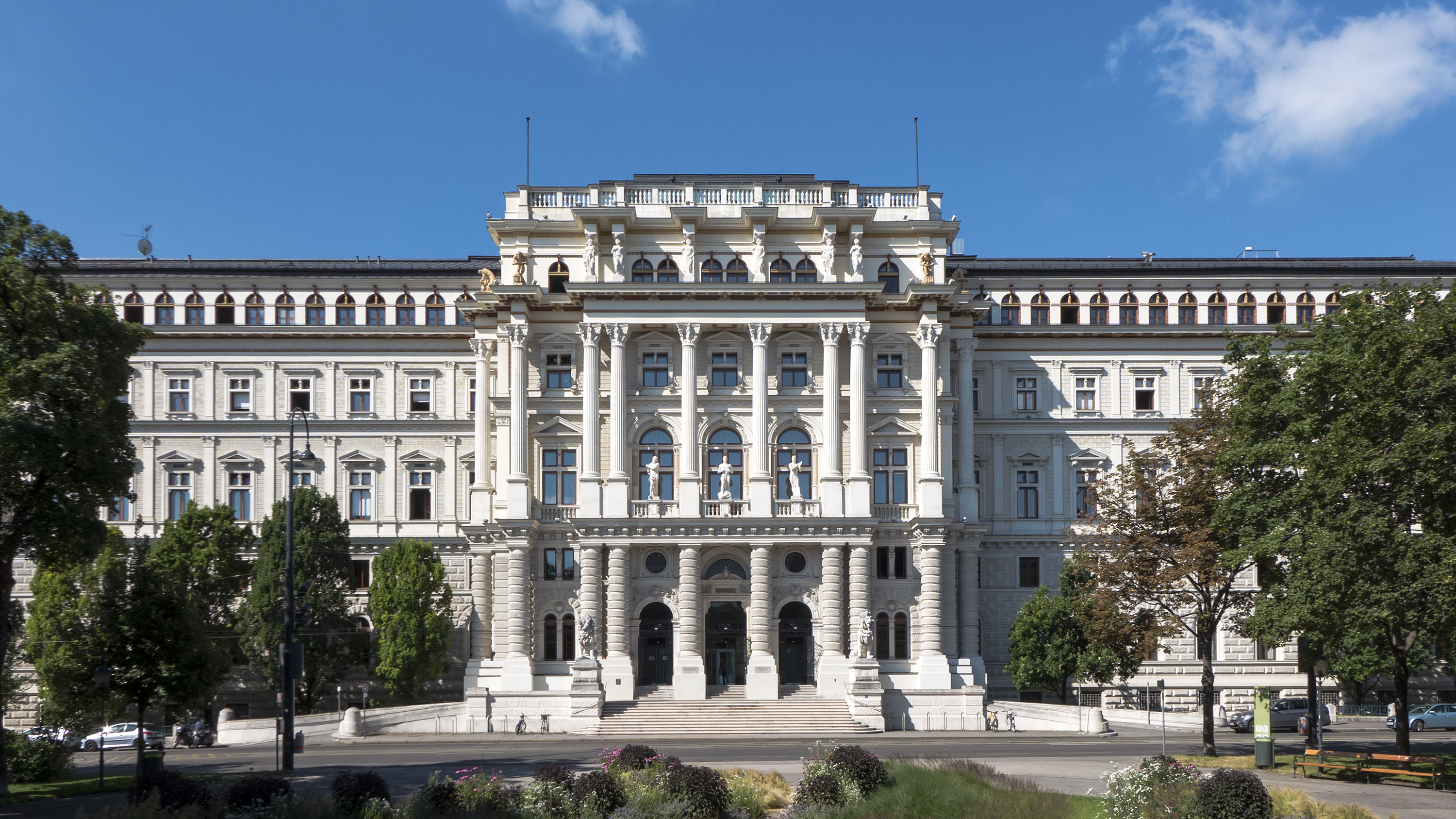
司法宮
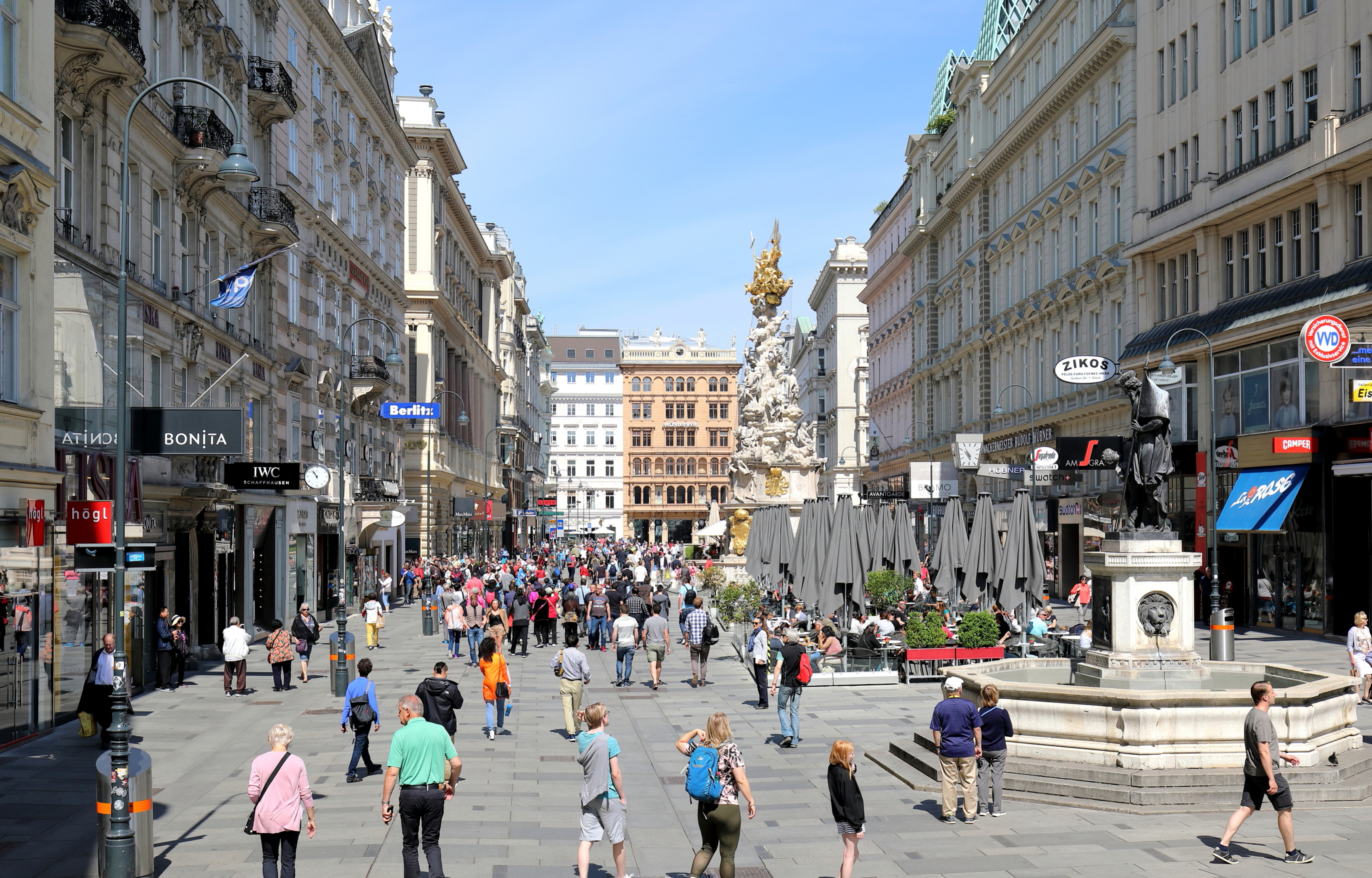
格拉本大街

### 博物館
霍夫堡皇宮是皇家珍寶館的所在地，收藏並展示歐洲一千多年來的世俗和皇室珍品，還收藏哈布斯堡王朝和神聖羅馬帝國的皇冠及權杖。霍夫堡宮對面是藝術史博物館，收藏了許多藝術大師的畫作、古代和古典文物，還有自然史博物館。
許多博物館位於维也纳博物馆区（博物館區），這是駐紮著幾十家大小不等的藝術機構，包括通常被稱為MUMOK的現代藝術博物館，利奧波德博物館擁有最豐富的現代奧地利藝術收藏 、維也納建築中心、擁有世界上最大私人藝術收藏品之一的列支敦士登博物馆、奧地利美景宮美術館等設施。
維也納還有許多其他博物館，包括阿爾貝蒂娜博物館、軍事史博物館、技術博物館、墓葬博物館、藝術贗品博物館、维也纳艺术之家、應用藝術博物館、弗洛伊德博物馆和維也納莫扎特之家。關於城市歷史的博物館，也包括卡爾廣場上的維也納博物館、各種作曲家的住所和出生地、羅馬人博物館和維也納鐘錶博物館，維也納猶太博物館是全世界第一個猶太博物館，建於1896年。此外，還有專門展示維也納各個地區的博物館。它們記錄了這座城市在兩次世界大戰中經歷的發展和故事。

### 饮食文化
有牛肉湯、炸肉排、皇帝煎餅和薩赫蛋糕

## 科学与教育

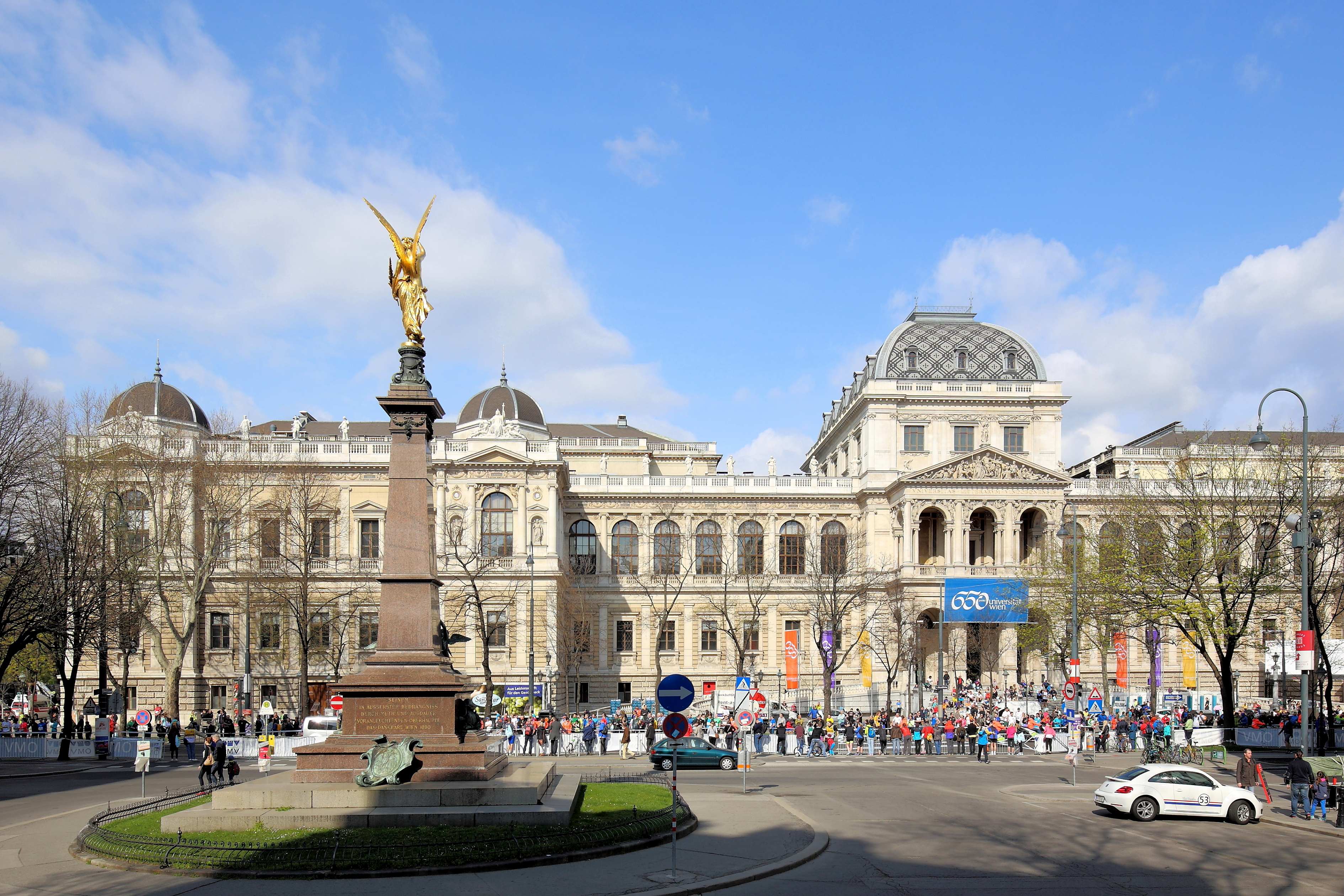
维也纳大学

维也纳有数百所小学、中学和特殊学校。维也纳大学是德语国家中历史最悠久和规模最大的综合性大学，由鲁道夫四世公爵创建于1365年，其中尤其以医学学科闻名，2004年医学系独立成为维也纳医科大学。此外还有维也纳美术学院（1692年）、维也纳兽医大学（1765年）、维也纳工业大学（1815年）、维也纳音乐与表演艺术大学（1817年）、维也纳应用艺术大学（1867年）、维也纳自然资源与生命科学大学（1872年）和維也納經濟大學（1898年）等一大批大学。
维也纳的医学和心理学具有国际领先水準，代表人物有精神分析学和第一维也纳学派的创始人西格蒙德·弗洛伊德、个体心理学和第二维也纳学派的创始人阿尔弗雷德·阿德勒、个体心理学的代表埃尔温·林格尔、意义治疗法、存在主义分析和第三维也纳学派的创始人维克多·弗兰克等。
此外，热力学和统计力学的奠基人路德维希·玻尔兹曼，发明了卡普兰涡轮机的维克托·卡普兰，物理学家和哲学家恩斯特·马赫，提出多普勒效应的多普勒，电视机遥控器之父罗伯特·阿德勒都曾在维也纳研究和工作过。
维也纳也是哲学的维也纳学派和奥地利经济学派的发源地，代表人物有路德维希·维特根斯坦、卡尔·波普尔、路德维希·冯·米塞斯、弗里德里克·哈耶克和欧根·博姆-巴维克等。

## 知名人物
本名单仅收录生于奥地利维也纳的维也纳人。
- 汉斯·哈恩（1879年9月27日─1934年7月24日）奥地利数学家。贡献于泛函分析、拓扑学、集合论、变分法、实分析、序理论。是维也纳学派的一员。
- 埃米尔·阿廷（1898年3月3日－1962年12月20日）数学家。他建立了L函数的其中一个构作方法,发展了代数拓扑的分枝辫理论以及阿廷猜想
- 路德维希·玻尔兹曼（1844年2月20日－1906年9月5日）物理学理论家和哲学家
- 保罗·埃伦费斯特（1880年1月18日－1933年9月25日）数学家、物理学家。主要贡献是在统计力学的领域及对其与量子力学的关系的研究上，包括相变理论及埃伦费斯特定理
- 奥托·魏宁格（1880年4月3日－1903年10月4日）哲学家和作家
- 路德维希·维特根斯坦 (1889年4月26日－1951年4月29日）哲学家
- 奥图·纽拉特（1882年12月10日－1945年12月22日）科学家、社会学家及经济学学者。是维也纳学派的知名人物
- 卡尔·波普尔（1902年7月28日－1994年9月17日）哲学家
- 克里斯蒂安·冯·厄棱费尔 (1859年6月2日 - 1932年9月8日）哲学家。格式塔心理学的先驱者
- 弗朗茨·舒伯特（1797年1月31日－1828年11月19日）作曲家。他是早期浪漫主义音乐的代表人物也是古典主义音乐的最后一位巨匠
- 老约翰·施特劳斯 （1804年3月14日－1849年9月25日）作曲家。他和约瑟夫·兰纳一起普及了圆舞曲，并为其儿子小约翰·施特劳斯的卓越成就奠定了基础，被称为“圆舞曲之父”。著有圆舞曲《莱茵河女妖罗蕾莱》（作品第154号）和《拉德茨基进行曲》（作品第228号）
- 小约翰·施特劳斯（1825年10月25日－1899年6月3日）因与其父同名，故通常称为约翰·施特劳斯二世或小约翰·施特劳斯。作曲家，著有圆舞曲《蓝色多瑙河》
- 约瑟夫·施特劳斯（1827年8月20日－1870年7月22日）作曲家和指挥家。也是老约翰·施特劳斯的次子，常被亲友称为佩皮（Pepi）
- 爱德华·施特劳斯（1835年3月15日－1916年12月28日）作曲家。也是老约翰·施特劳斯的幼子，家中昵称为艾迪（Edi）
- 阿诺德·勋伯格（1874年9月13日－1951年7月13日）作曲家、音乐教育家、音乐理论家，作家，画家
- 古斯塔夫·马勒（1860年7月7日－1911年5月18日）奥地利作曲家、指挥家。
- 安东·韦伯恩（1883年12月3日－1945年9月15日）作曲家。第二维也纳乐派代表人物之一
- 卡尔·波兰尼 (1886年10月25日－1964年4月23日[1]）经济史学家、经济人类学家、经济社会学家
- 弗里德里希·冯·维塞尔（1851年7月10日－1926年7月22日）奥地利经济学派早期的经济学家
- 弗里德里希·哈耶克 （1899年5月8日－1992年3月23日）经济学家、政治哲学家，1974年诺贝尔经济学奖得主
- 彼得·德鲁克 (1909年11月19日－2005年11月11日）作家、管理顾问。“知识工作者”一词经由彼得·德鲁克的作品变得广为人知。被誉为「现代管理学之父」
- 沃尔夫冈·泡利（1900年4月25日－1958年12月15日）理论物理学家，是量子力学研究先驱者之一。1945诺贝尔物理学奖得主
- 埃尔温·薛定谔（1887年8月12日－1961年1月4日）理论物理学家，量子力学奠基人之一。1933年诺贝尔物理学奖得主
- 莉泽·迈特纳（1878年11月7日－1968年10月27日）原子物理学家。她第一个理论解释了奥托·哈恩1938年发现的核裂变
- 里夏德·阿道夫·席格蒙迪（1865年4月1日－1929年9月24日）化学家。1925年诺贝尔化学奖获得者
- 里夏德·库恩（1900年12月3日－1967年8月1日）化学家，1938年度的诺贝尔化学奖获得者
- 马丁·卡普拉斯（1930年3月15日－）理论化学家。2013诺贝尔化学奖得主
- 沃尔特·科恩（1923年3月9日－2016年4月19日）物理理论学家和化学理论家。1998年诺贝尔化学奖得主
- 马克斯·佩鲁茨（1914年5月19日－2002年2月6日）分子生物学家，1962年诺贝尔化学奖得主
- 康拉德·洛伦兹（1903年11月7日－1989年2月27日）动物学家、鸟类学家、动物心理学家，也是经典比较行为研究的代表人物，现代动物行为学的创立者。1973年诺贝尔生理学或医学奖获得者
- 卡尔·冯·弗里希（1886年11月20日－1982年6月12日）动物行为学家，1973年诺贝尔生理学或医学奖获得者
- 罗伯特·巴拉尼（1876年4月22日－1936年4月8日）生理学家。1914年诺贝尔生理学或医学奖获得者
- 汉斯·阿斯佩尔格尔（1906年2月18日－1980年10月21日）儿科医生及精神病专家。亚斯伯格症候群就是以他的姓氏来命名的疾病
- 保罗·费耶阿本德（1924年1月13日－1994年2月11日）科学哲学家
- 胡戈·冯·霍夫曼史塔（1874年2月1日－1929年7月15日 ）小说家、剧作家、诗人、评论家
- 亚瑟·史尼兹勒（1862年5月15日－1931年10月21日）小说家、剧作家
- 多德勒尔（1896年9月5日－1966年12月23日） 小说家
- 斯蒂芬·茨威格（1881年11月28日－1942年2月22日）作家
- 克里斯蒂娜·涅斯特林格（1936年10月13日－2018年6月28日），奥地利儿童文学作家，1984年汉斯·克里斯蒂安·安徒生奖得主
- 古斯塔夫·克林姆（1862年7月14日－1918年2月6日) 象征主义画家。维也纳分离派的创办者
- 佛登斯列·汉德瓦萨（1928年12月15日－2000年2月19日）或称百水先生。画家、雕塑家
- 奥托·瓦格纳（1841年7月13日－1918年4月11日）建筑师和城市规划师，设计教育家
- 理查德·诺伊特拉（1892年4月8日－1970年4月16日）建筑师
- 弗里茨·朗（1890年12月5日－1976年8月2日）编剧，导演。作品如大都会 (1927年电影)
- 尤里西·塞德尔 (1952年11月24日－）电影导演、编剧和制片人
- 马克西米利安·谢尔（1930年12月8日－2014年2月1日）电影演员、导演、编剧和监制，因演出1961年电影《纽伦堡的审判》而获得当届奥斯卡最佳男主角奖
- 尼基·劳达（1949年2月22日－2019年5月20日）一级方程式赛车手，三次F1世界冠军
- 法尔可（1957年2月19日－1998年2月6日）流行音乐歌手，近代饶舌歌曲的先驱之一
- 海蒂·拉玛（1914年11月9日－2000年1月19日）演员和发明家
- 克里斯托弗·瓦尔兹（1956年10月4日－）电影演员，曾获奥斯卡奖最佳男配角、金球奖最佳男配角
- 斐迪南一世（1793年4月19日－1875年6月29日）曾为奧地利皇帝（1835年-1848年），德意志邦联首相
- 弗朗茨·约瑟夫一世（1830年8月18日－1916年11月21日），奥地利皇帝兼任匈牙利国王(1848年－1916年在位)，德意志邦联主席 (1850年－1866年在位)。在近68年的统治中，获得大多数国民的敬爱，因此在晚年被尊称为奥匈帝国“国父”，也成为奥地利的标志性存在
- 玛丽亚·特蕾西娅（1717年5月13日－1780年11月29日）哈布斯堡君主国史上唯一女性统治者
- 马西米连诺一世（1832年7月6日－1867年6月19日）奥地利哈布斯堡王朝成员, 墨西哥皇帝
- 西格蒙德·弗洛伊德（1856年5月6日－1939年9月23日），心理学家、精神分析学家、哲学家，精神分析学的创始人，二十世纪最有影响力的思想家之一
- 阿尔弗雷德·阿德勒（1870年2月7日－1937年5月28日）医生、心理治疗师，以及个体心理学派创始人
- 维克多·弗兰克（1905年3月26日－1997年9月2日）神经学家、精神病学家，维也纳第三代心理治疗学派 - 意义治疗与存在主义分析（Existential Psychoanalysis）的创办人
- 奥斯卡·鲍曼（1864年6月25日－1899年10月12日）奥地利探险家和民族志研究者。1892年进入塞伦盖蒂地区，同年又到达卢旺达，成为到达该地的首个欧洲人。

## 友好城市
維也納的一般政策不與其他城市簽署任何孿生或姐妹城市協議。相反，維也納只有合作協議，其中定義了具體的合作領域。
- 希腊雅典
- 以色列特拉維夫，自2005年。
- 斯洛伐克布拉迪斯拉发，自1993年和自2003年。
- 捷克布爾諾，自1998年。
- 匈牙利布达佩斯，自1990年。
- 中华人民共和国成都
- 德国漢堡
- 波蘭克拉科夫
- 斯洛維尼亞卢布尔雅那
- 法國巴黎
- 伊朗德黑蘭
- 伊朗萨南达季
- 義大利的里雅斯特
- 加拿大溫哥華
- 瑞士蘇黎世

以下維也納市政分區和日本城市或特別區締結友好關係：
- 19區Döbling和東京都世田谷區，自1985年。
- 21區Floridsdorf和東京都葛飾區，自1987年。
- 1區Innere Stadt和東京都台東區，自1989年。
- 12區Meidling和岐阜縣岐阜市，自1992年。
- 17區Hernals和東京都府中市，自1992年。
- 9區Alsergrund和兵庫縣宝塚市，自1994年。
- 13區Hietzing和大阪府羽曳野市，自1995年。
- 22區Donaustadt和東京都荒川區，自1996年。

以下維也納市政分區和中華人民共和國城市行政區締結友好關係：
- 1區Innere Stadt和重慶市沙坪坝区
- 6區Mariahilf和天津市南开区
- 9區Alsergrund和北京市东城区
- 11區Simmering和北京市朝阳区
- 22區Donaustadt和上海市黄浦区（2011年前为卢湾区）
- 23區Liesing和北京市房山区

## 资料来源
1. ↑  .   [2012-09-23]. （原始内容存档于2012-10-16）.
2. ↑   (PDF).   [2012-09-21]. （原始内容 (PDF)存档于2012-10-18）.
3. ↑  . Statistik.at. 14 February 2013  [22 May 2013]. （原始内容存档于2015-02-15）.
4. 1 2  . vcoe.at. 2008  [5 August 2009]. （原始内容存档于2011-07-06）.
5. ↑  Wells, John C.,  3rd, Longman, 2008, ISBN 978-1-4058-8118-0
6. ↑  Roach, Peter,  18th, Cambridge: Cambridge University Press, 2011, ISBN 978-0-521-15253-2
7. ↑  . Statistik.at. 13 February 2009  [6 May 2009]. （原始内容存档于2012-05-07）.
8. ↑  "Vienna after the war" （页面存档备份，存于）, The New York Times, 29 December 1918 (PDF)
9. ↑  .   [21 July 2013]. （原始内容存档于20 July 2013）.
10. ↑  . Statistische Ämter des Bundes und der Länder. 31 May 2013  [31 May 2013]. （原始内容存档于5 June 2013） （德语）.
11. ↑  . UNESCO.   [12 July 2017]. （原始内容存档于2022-06-10）.
12. ↑  . UNESCO World Heritage Centre.   [19 May 2012]. （原始内容存档于2011-11-02）.
13. ↑    - .   [20 August 2015]. （原始内容存档于2018-08-15）.
  -  (PDF).   [20 August 2015]. （原始内容 (PDF)存档于2017-03-29）.
  - .   [20 August 2015]. （原始内容存档于2015-11-17）.
  - .   [20 August 2015]. （原始内容存档于2014-08-25）.
  - . BBC News. 30 August 2011  [20 August 2015]. （原始内容存档于2022-06-10）.
  - . www.imercer.com.   [2022-02-04]. （原始内容存档于2022-06-09）.
  - . mercer.com.   [2022-02-04]. （原始内容存档于2014-03-11）.
  - .   [2 December 2011]. （原始内容存档于23 January 2011）.
  - .   [2 December 2011]. （原始内容存档于4 December 2011）.
  - . Mercer. 29 November 2011. （原始内容存档于2 May 2014）.
  - Inocencio, Ramy. . CNN. 4 December 2012  [2022-02-04]. （原始内容存档于2012-12-04）.
  - . www.mercer.com.   [22 November 2016]. （原始内容存档于11 November 2016）.
14. ↑  Peter Csendes: Das Werden Wiens – Die siedlungsgeschichtlichen Grundlagen, in: id. and F. Oppl (edd.): Wien – Geschichte einer Stadt von den Anfängen zur Ersten Türkenbelagerung. Böhlau, Vienna 2001, pp. 55–94, here p. 57; Peter Pleyel: Das römische Österreich. Pichler, Vienna 2002, ISBN 3-85431-270-9, p. 83; Martin Mosser and Karin Fischer-Ausserer (edd.): Judenplatz. Die Kasernen des römischen Legionslagers. (= Wien Archäologisch. Band 5). Museen der Stadt Wien – Stadtarchäologie, Vienna 2008, p. 11.
15. ↑  Jans dem Enikel的维也纳城市编年史。
16. ↑  . Encyclopedia Britannica.   [2021-11-12]. （原始内容存档于2022-06-28） （英语）.
17. ↑  Lingelbach, William E. . New York: P. F. Collier & Son Company. 1913: 91–92. ASIN B000L3E368.
18. ↑  Spielman, John Philip. . West Lafayette, Indiana: Purdue University Press. 1993: 141. ISBN 1-55753-021-1.
19. ↑  Erlanger, Steven. . The New York Times. 7 March 2002  [11 May 2017]. （原始内容存档于2022-07-02）.
20. ↑  Dr. Ingeborg Bauer-Manhart (Municipal Department 53). . WIEN AT.   [11 May 2017]. （原始内容存档于2022-03-20）. The entry of Hitler's army into Austria in March 1938 triggered unprecedented suffering and hardship for Vienna's Jews. Grave acts of violence against the Jewish population began to proliferate.
21. ↑  .   [2022-02-04]. （原始内容存档于2022-07-06）.
22. ↑  .   [2022-02-04]. （原始内容存档于2022-06-10）.
23. ↑  .   [2022-02-04]. （原始内容存档于2022-06-19）.
24. ↑  .   [2022-02-04]. （原始内容存档于2022-05-05）.
25. ↑  Austria: Facts and Figures （页面存档备份，存于）, Federal Press Service, 1973, page 34
26. ↑  . Historic Hansard. UK Parliament.   [17 February 2016]. （原始内容存档于2022-06-10）.
27. ↑  . Central Institute for Meteorology and Geodynamics.   [2012-09-06]. （原始内容存档于2019-10-12） （德语）.
28. ↑  .   [2005-03-07]. （原始内容存档于2005-09-20）.
29. ↑   (PDF). Statistik Austria. 2003 （德语）.[永久]
30. ↑  . DiePresse.com. 20 August 2014  [12 February 2016]. （原始内容存档于2019-03-30）.
31. ↑  Wien fünftreichste Region der EU （页面存档备份，存于）, Der Standard, 19. Februar 2007
32. ↑  www.wien.gv.at （页面存档备份，存于）, Rathauskorrespondenz, 16. April 2007
33. ↑  Wien bleibt beliebteste Kongress-Stadt （页面存档备份，存于）, Der Standard, 3. Mai 2007
34. ↑  . Skyscraperpicture.com. 13 May 2008  [13 June 2010]. （原始内容存档于30 November 2010）.
35. ↑  . Vienna /: Emporis.   [19 May 2012]. （原始内容存档于2007-02-17）.
36. ↑  . Thelocal.at.   [2020-08-09]. （原始内容存档于2020-08-03） （英语）.
37. ↑  . City of Vienna.   [28 August 2020]. （原始内容存档于2016-02-09）.

## 外部連結
- （德文）（英文）維也納官方網站 （页面存档备份，存于）